# 肩章

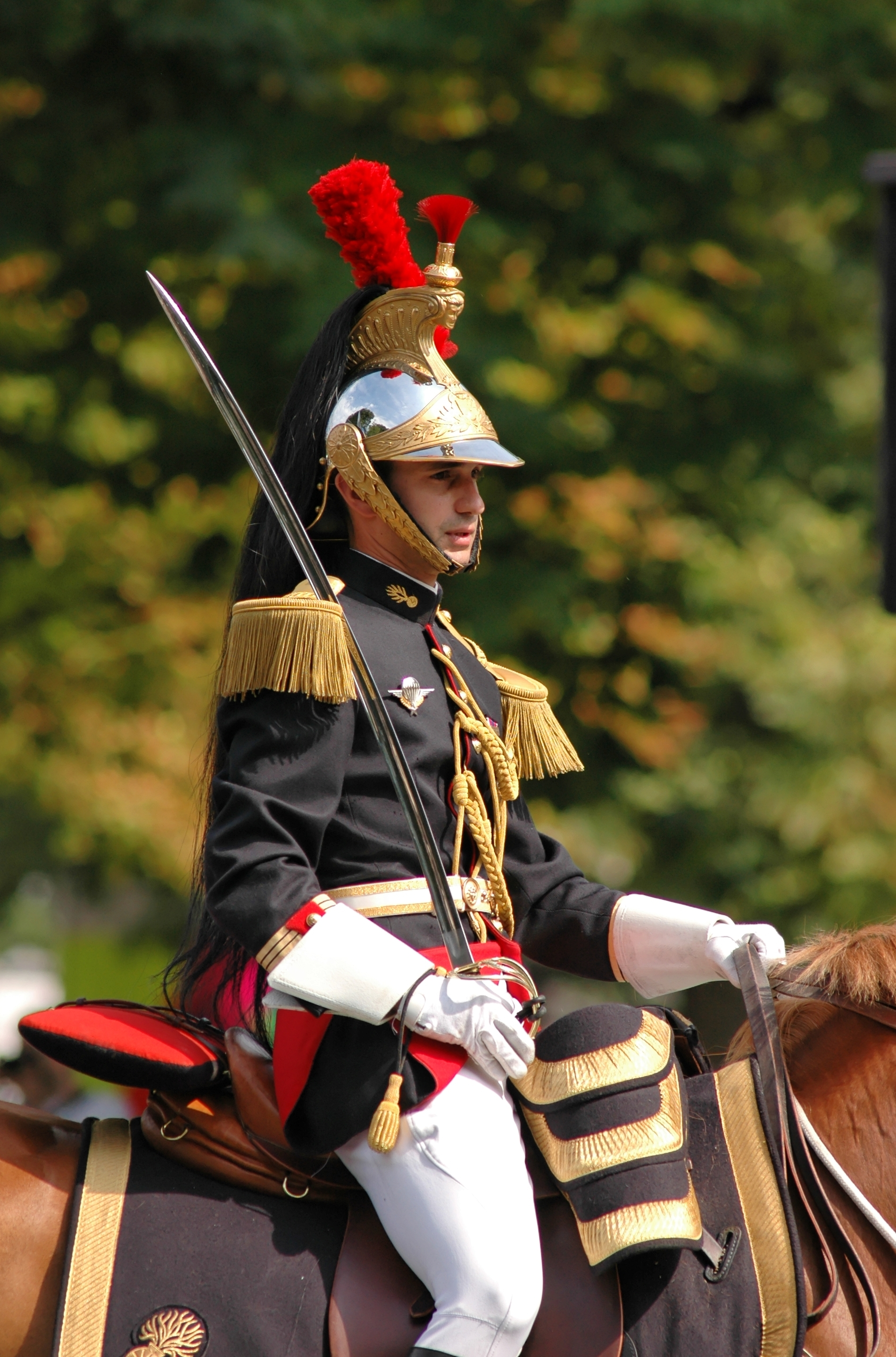
佩戴被稱為Epaulette肩章的法蘭西共和國騎兵衛隊

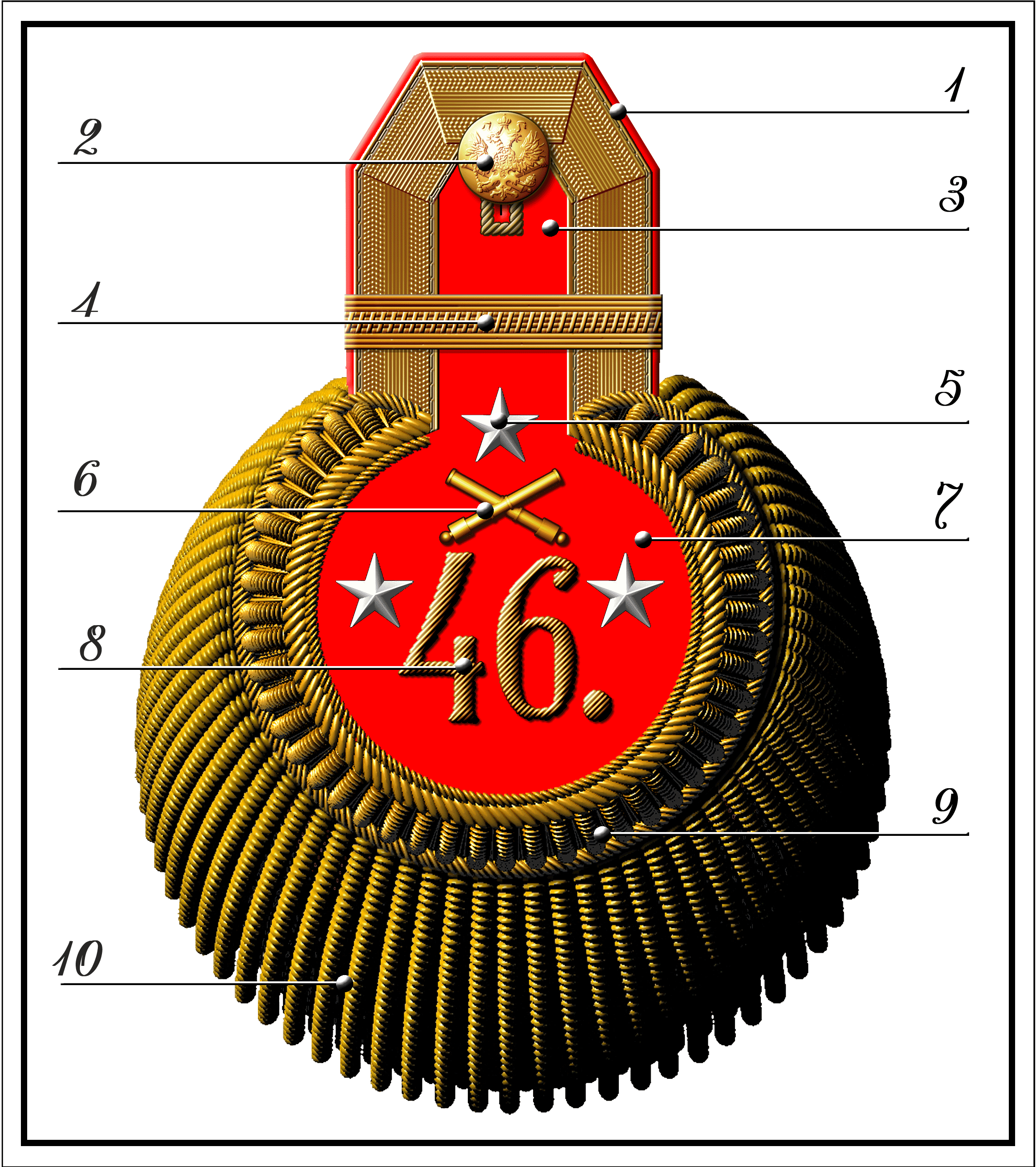
吊穗肩章结构

肩章，是一種固定於衣服肩膊部位的裝飾物，常見於軍隊、警察、消防、海巡、保安人員、機師、海員乃至救世軍、童子軍等軍事、準軍事或類軍事組織的制服上。肩章一般配以不同的裝飾物或標記符號，用於辨識佩戴者所屬的職務和職階。除了軍事化組織之外，在時尚服裝的設計方面也往往採用肩章作為皮衣、風衣等冬季時裝的肩部裝飾物。

## 起源
肩章起源於中世紀時期的欧洲，在那個戰亂頻仍的年代，许多受僱於封建領主，為他們作戰的骑士為了加強对冷兵器砍杀的防護，通常會在盔甲上方加裝两塊鐵質或鋼制護肩。另外，為了在短兵相接的混戰中更加方便地辨認敵我身份，騎士們除了在盾牌畫上己方紋章外，也會把簡化版的紋章畫在護肩上，这便是肩章最早的实用形式。
近代以軟物料製作的肩章最早出现于1763年的法国军队，用以識別军官和士兵，作为佩带者的身份标志，並在19世紀初拿破崙時代發展出華麗的吊穗肩章（Epaulette）。在同一時期，俄国士兵也開始在左肩佩戴單邊肩章，用於辨識佩戴者所屬的部隊，同时可以拌住子弹袋的背绳。到了1854年，俄国军官的制服上出现了用金丝线编织而成的平板肩章，除了顯示佩戴者的军衔和官阶，也用作昭顯軍官的個人荣誉。受俄國影響，普魯士、法国、奥匈帝国、英國甚至大西洋彼岸新成立不超過半個世紀的美國也纷纷效仿实行了军衔制，發展出具有本国特色的肩章，并赋予肩章各種不同的新功能。从此肩章便在世界各国军队中逐渐流行起来，成为辨識军人的军衔、職務或兵种的符号标志。除了軍事組織外，一些準軍事組織或類軍事組織如警察、消防、海事、保安、救世軍、童子軍等也效仿著使用肩章用於人員身份辨認。
中国军队自清末创建新式陆军起，便开始逐渐引进和实行军衔制度。清亡之後繼續被北洋政府、國民政府、中央人民政府（1965年至1988年廢除軍銜制期間除外）的軍隊、治安部隊沿用至今。

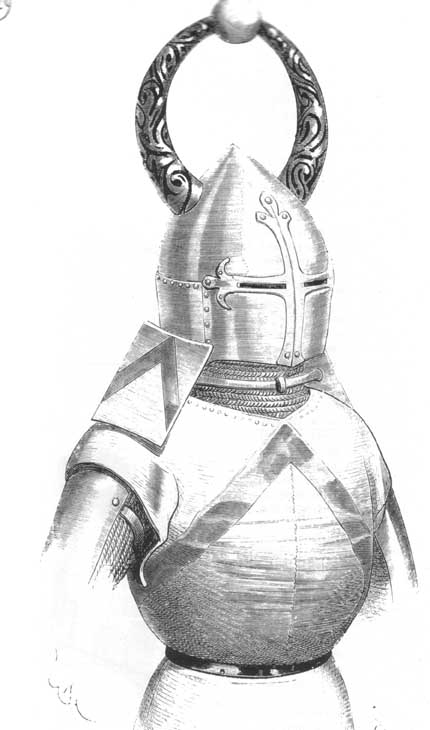
一幅描繪中世紀騎士盔甲的版畫，圖中可見一塊安裝在右臂上的護肩，並漆有一道「∧」形的識別符號
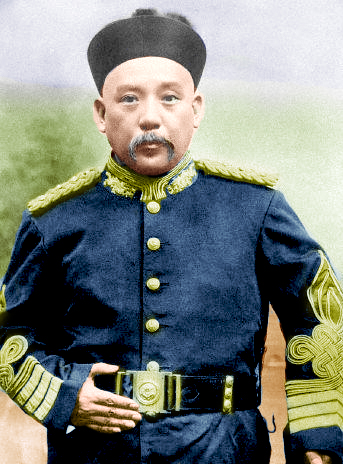
配帶扭紋肩章的袁世凱，攝於小站練兵時期

## 橫向肩章
最常見的肩章一般呈長條形，橫向固定，即長條的一端縫紉在衣物肩線的末端，靠近衣袖頂部的位置，而另一端則用鈕扣或其他可拆卸方式（如別針、魔術貼等）固定在肩線頂端，靠近衣領領口的位置。
橫向肩章一般分為：軟式（常見於英美等西方國家及其影響地區，如南美洲、非洲、中東和東南亞，中华人民共和国的1983式人民警察制服）、扭紋式（源於19世紀中歐地區，現在大多已不再用於日常穿戴，轉為出現在晚禮服或酒店服務生的服飾上）和平板式（常見在前蘇聯、東歐及其影響地區，如俄羅斯、烏克蘭、哈薩克、中國、蒙古、朝鮮、越南等）

## 豎式肩章
除了主流的橫向固定方式外，在世界部分國家或地區如法國、美國、墨西哥、阿根廷、智利等國家也流行豎式肩章。豎式肩章一般固定在肩部末端，與肩線垂直。此外，日本、中國、俄國、澳大利亞在歷史上也曾經使用豎式肩章作為軍銜識別章。在19世紀末至二戰結束期間，日本軍警使用豎式肩章；但現今的自衛隊和警方則改採美制的橫式肩章。
不論是橫向還是豎式，肩章通常是可以局部拆卸的，這不但便於清洗，而且可以輕鬆地更換加插在上面的職務識別章，這對於必須及時更新職務等級識別章的軍人、警察、保安等制服行業來說，尤其重要。

## Epaulette吊穗肩章

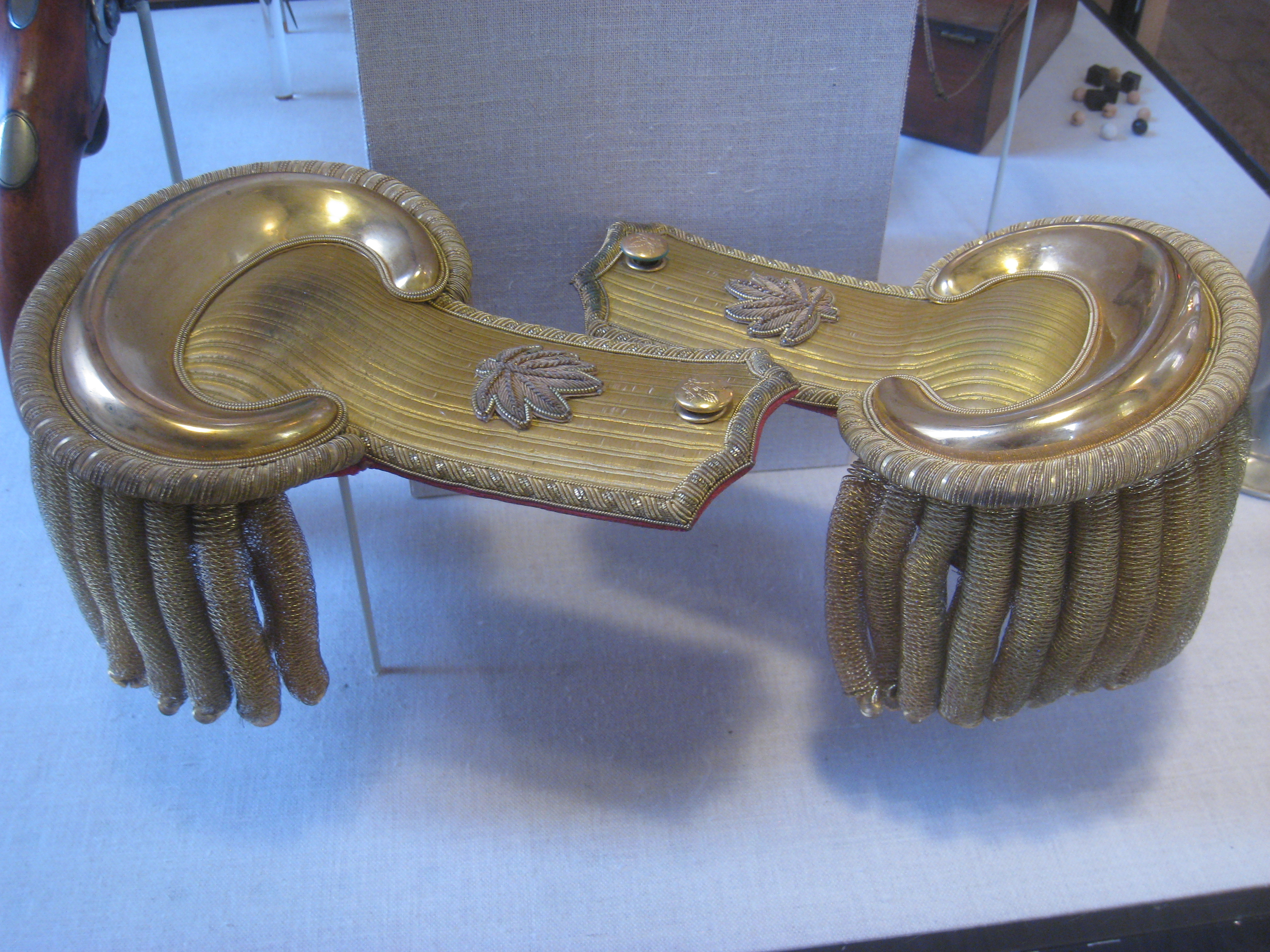
1800年左右的美國海軍軍官Epaulette肩章實物

除了職務等級識別符號外，肩章一般沒有其他多餘的裝飾。不過，一種被稱為Epaulette （页面存档备份，存于）的吊穗肩章卻在末端附帶一個金色的環狀套箍，套箍下繫著緊密排列的吊穗。這種華麗的肩章起源於拿破崙時代的法國陸軍，現時一般只出現在部分國家（如法國、瑞典、泰王國、智利）的儀仗兵或舉行閱兵儀式時軍人所穿著的大禮服上。
吊穗肩章常見在君主國的君王、皇儲等男性皇室成員所使用的軍規禮服上，如泰國、英國、荷蘭、瑞典、普魯士與明治維新時期的日本。一部分的軍政府獨裁國家，其軍政府領袖或考迪羅的禮服也採用吊穗肩章，如蘇丹、緬甸等。中国少年先锋队的仪仗队制服也使用了吊穗肩章。

## 圖片集

德意志帝国時代各種肩章
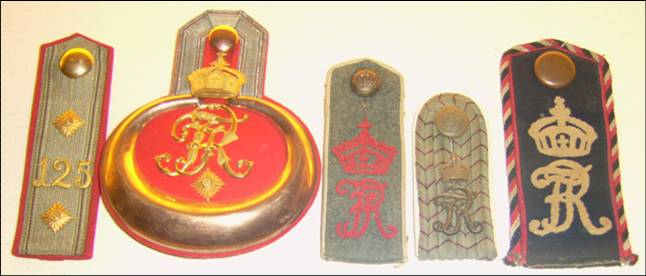
左起，大尉平板肩章、少尉肩章（無吊穗）、士兵平板肩章、少尉平板肩章、中校平板肩章
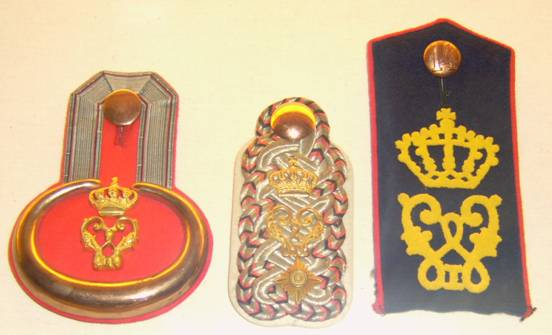
中：中校扭結肩章
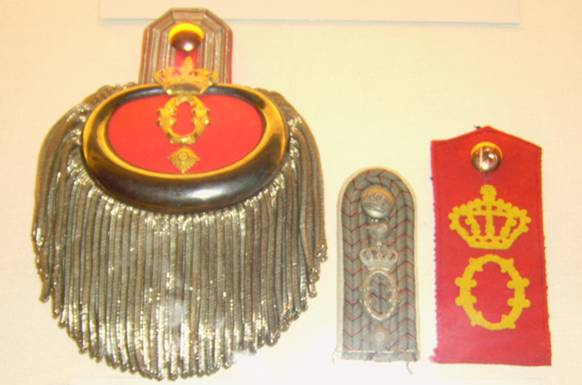
左起：少校肩章（銀色吊穗）、少尉軟式肩章、士兵平板肩章
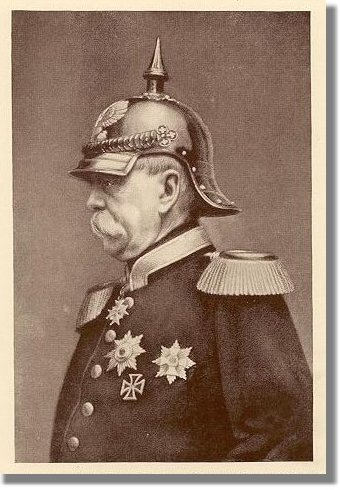
身穿大禮服的帝國首相俾斯麥，佩戴吊穗肩章和尖頂鋼盔

吊穗肩章
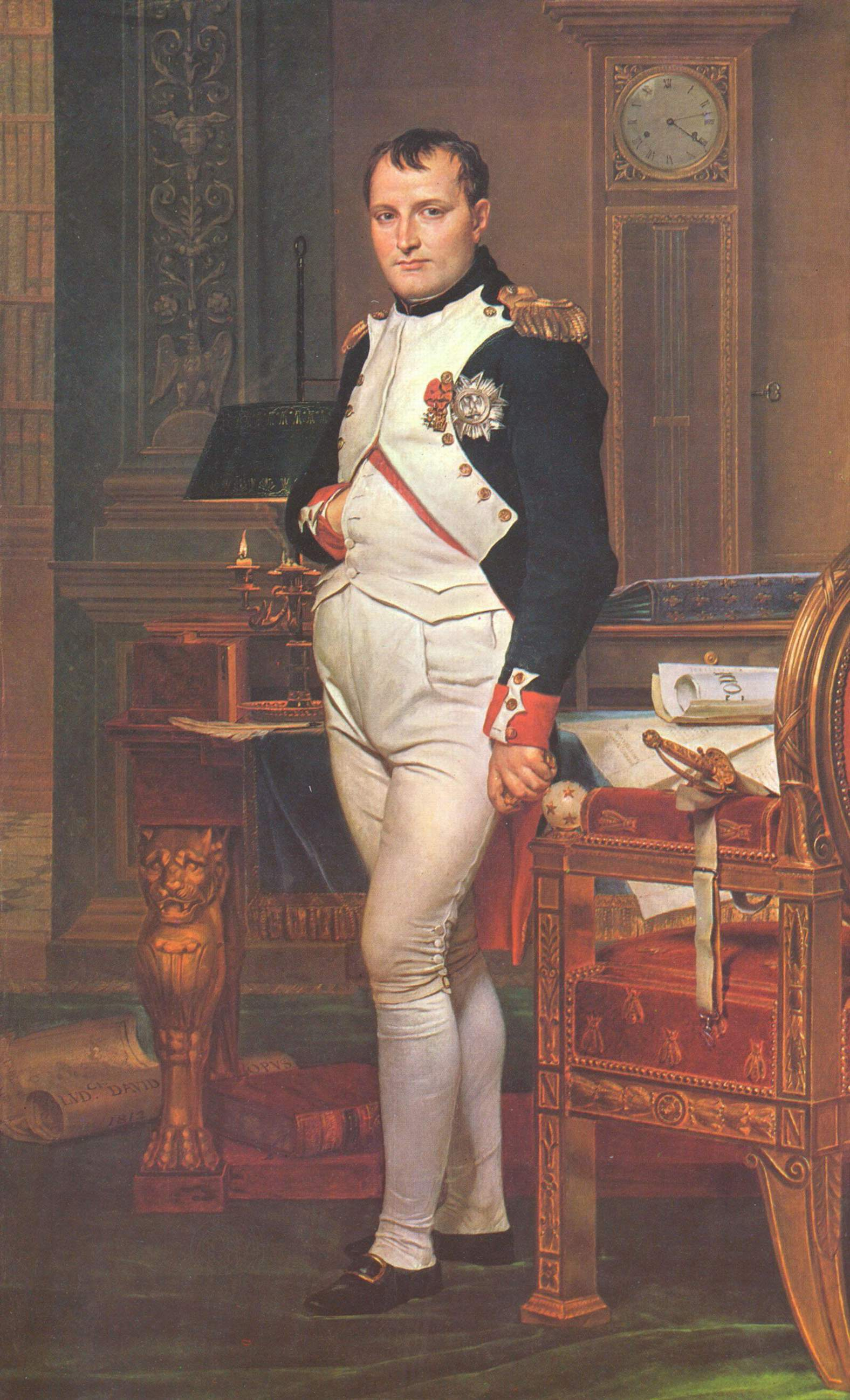
法蘭西帝國皇帝拿破崙
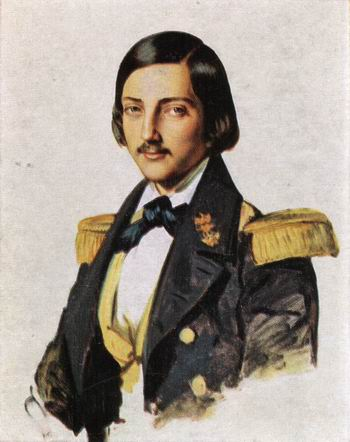
身穿將官禮服的法國弗朗索瓦·奥尔良亲王
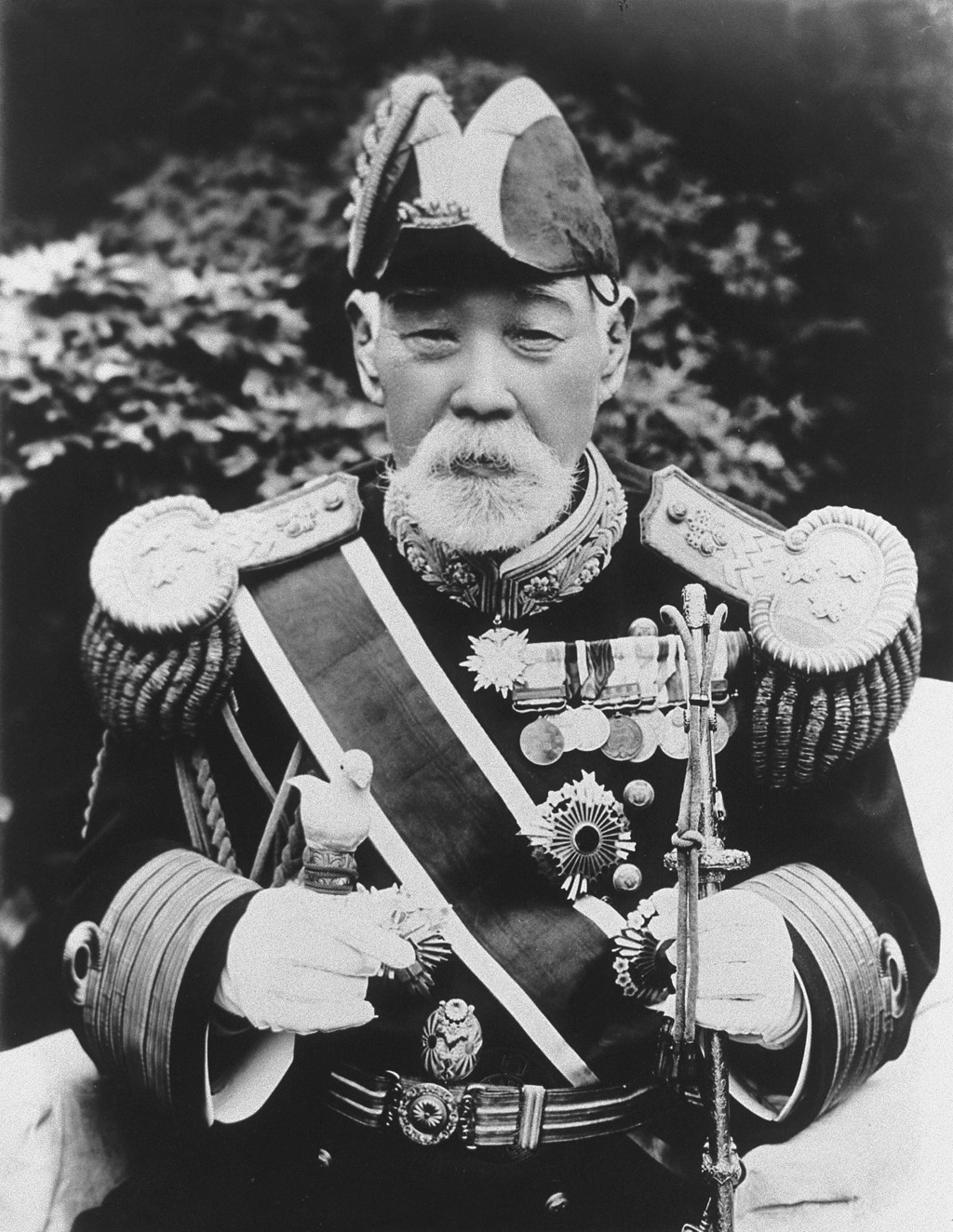
身穿大禮服的日本海軍大将
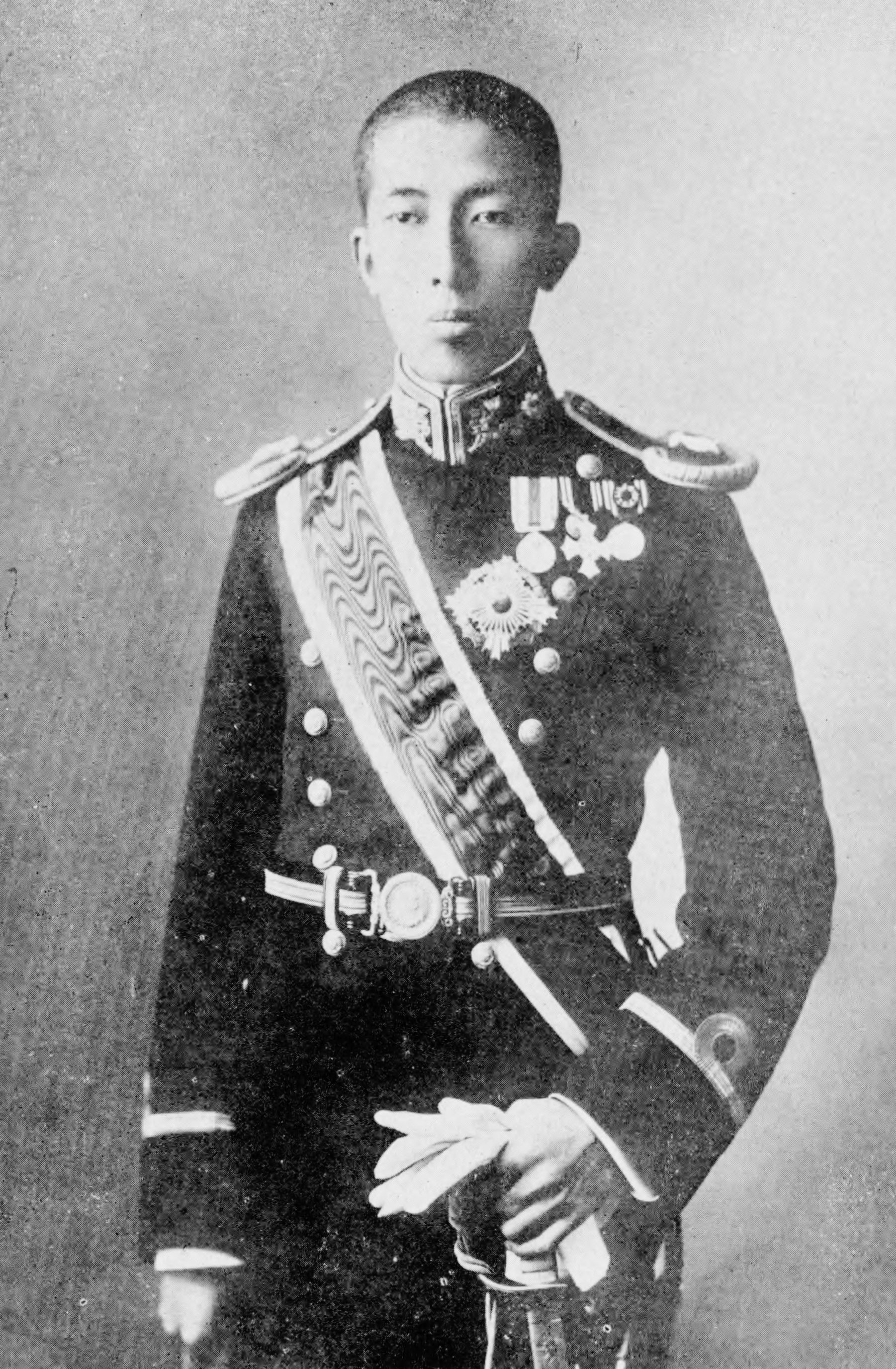
身穿大禮服的日本海軍少尉
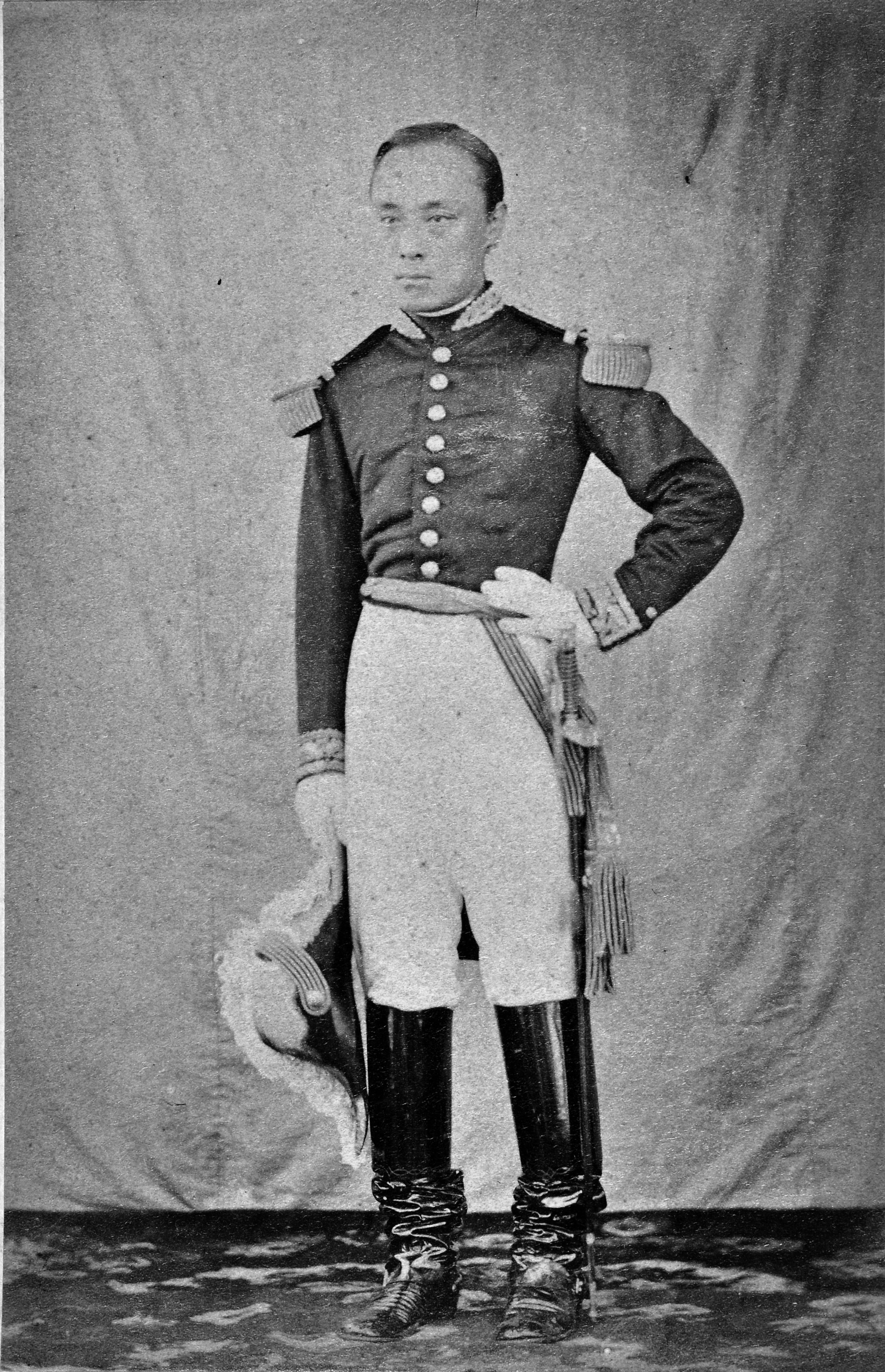
末代征夷大将軍徳川慶喜身穿法國贈送的軍服連配飾
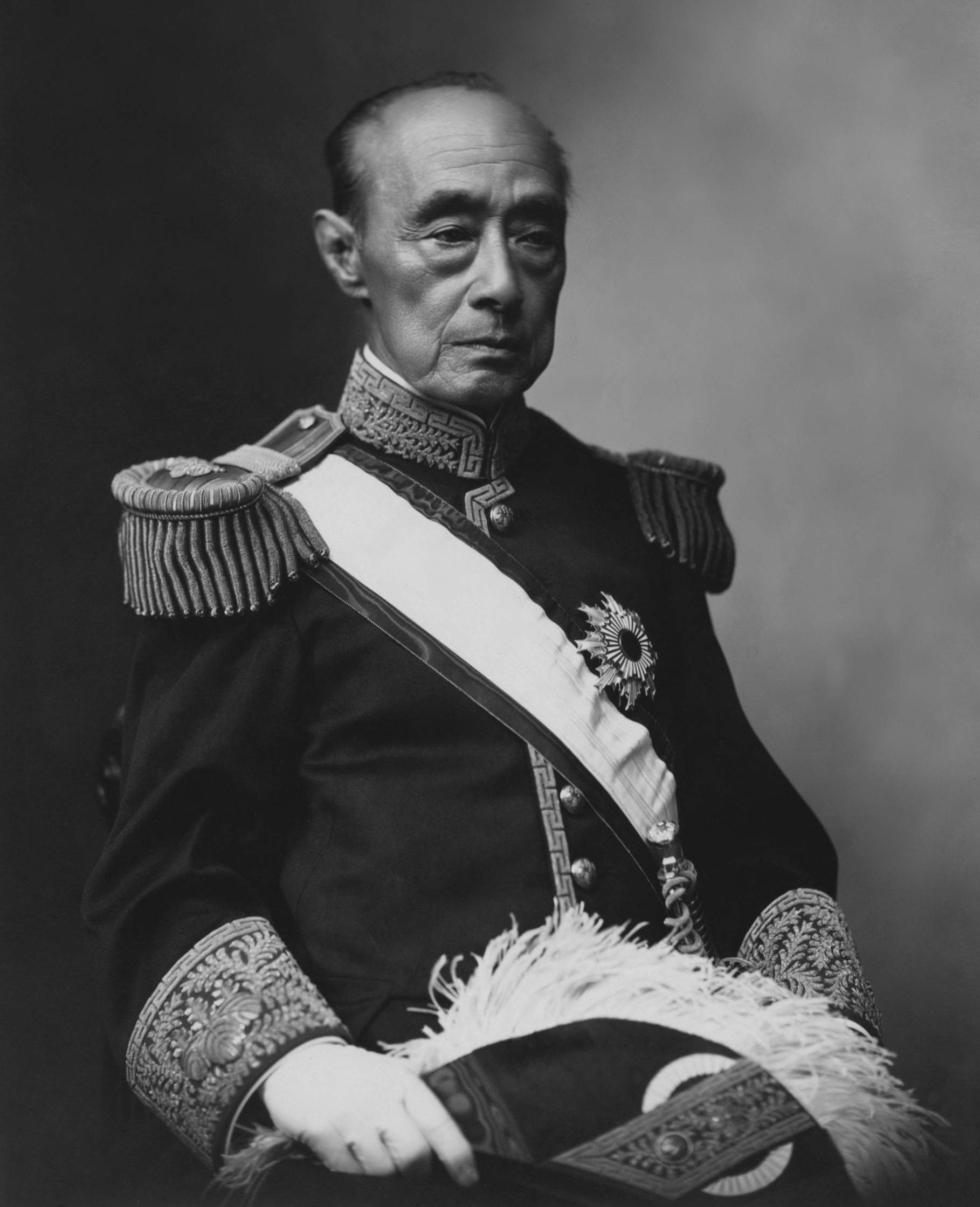
徳川慶喜公爵大禮服照
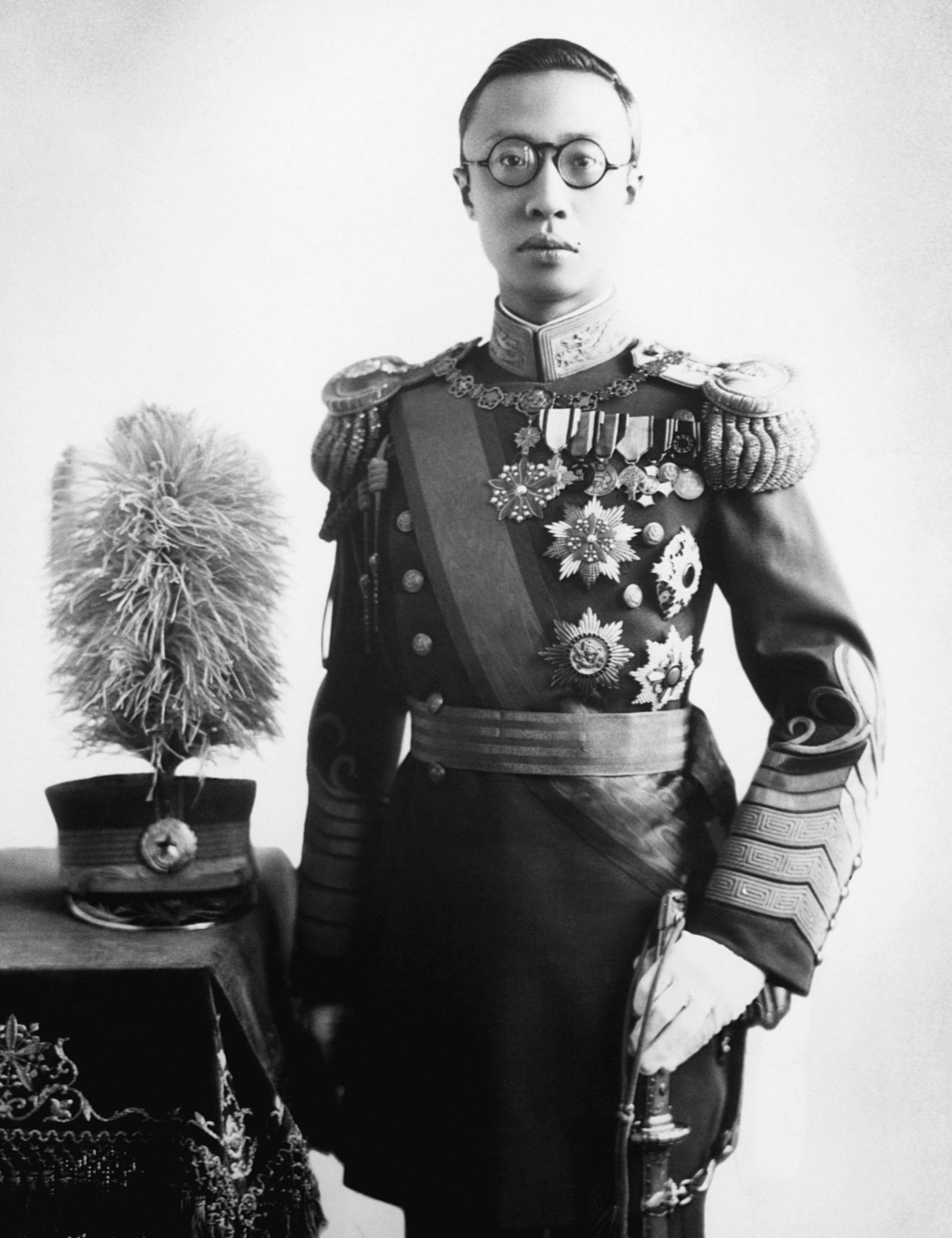
末代中國皇帝、滿洲國皇帝溥儀
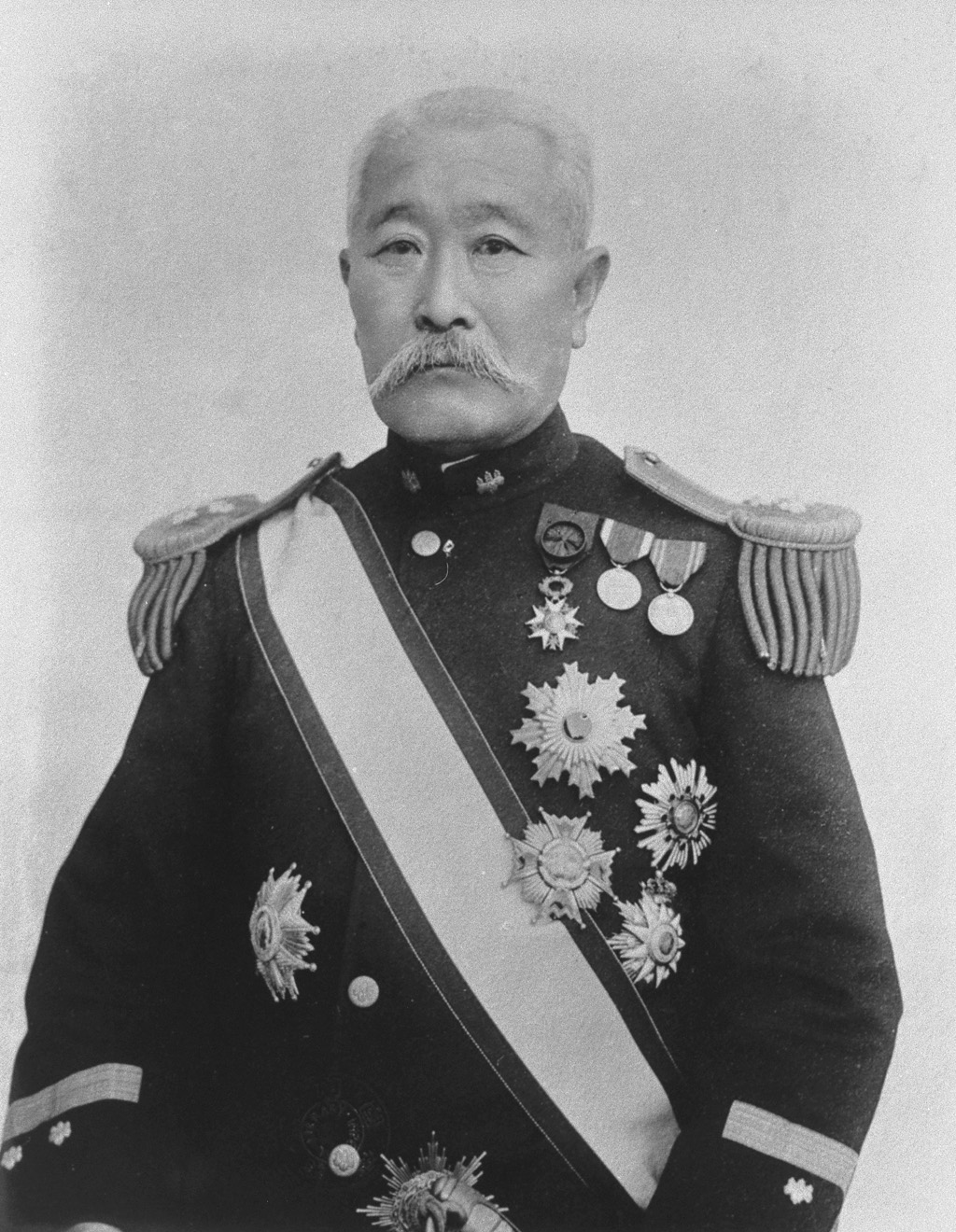
日本殖民朝鮮時期殖民統監戎裝照
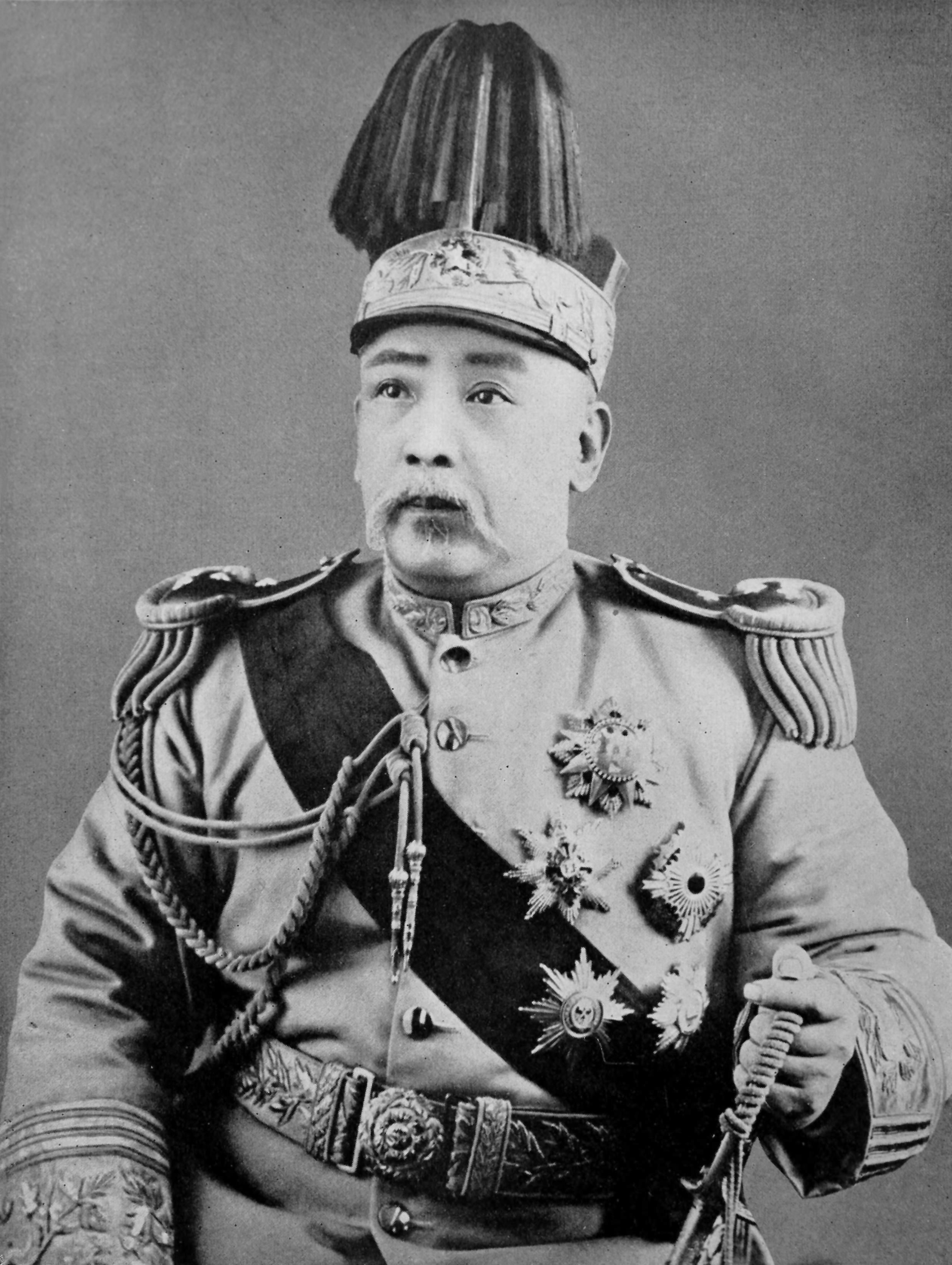
袁世凱，時任首屆中華民國大總統
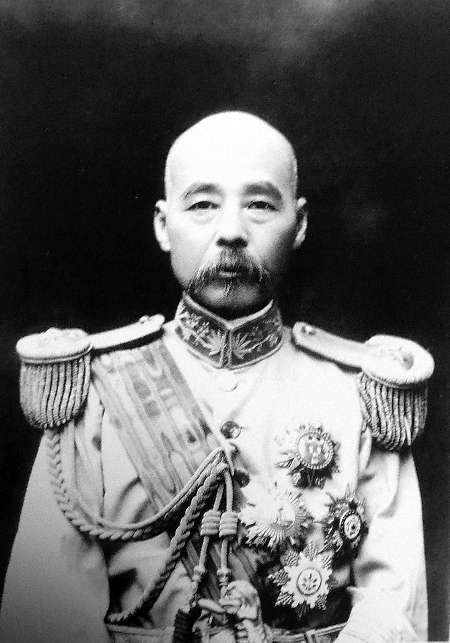
馮國璋，時任中華民國副總統
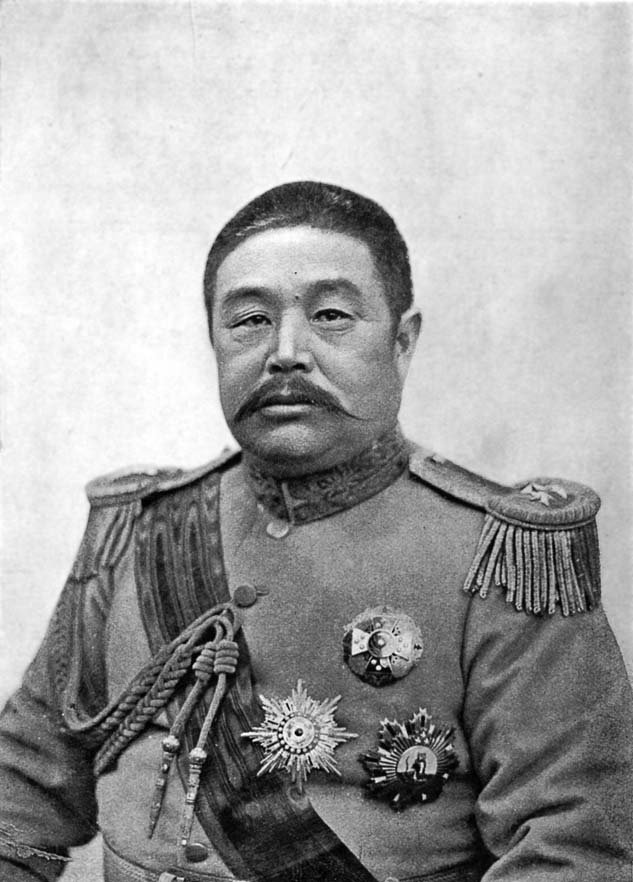
黎元洪，時任中华民国大总统
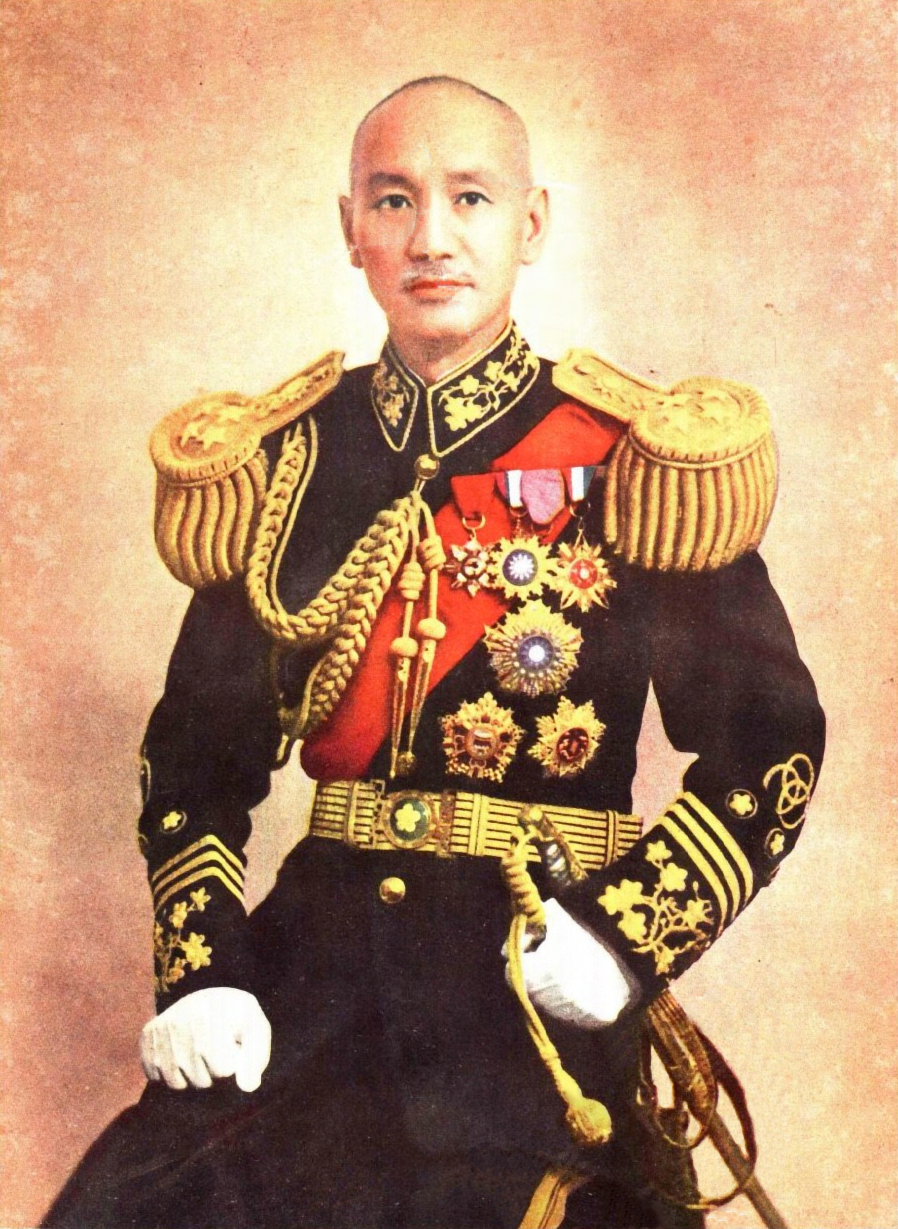
蔣中正，時任中華民國重慶國民政府主席、軍事委員會委員長、盟軍中國戰區統帥
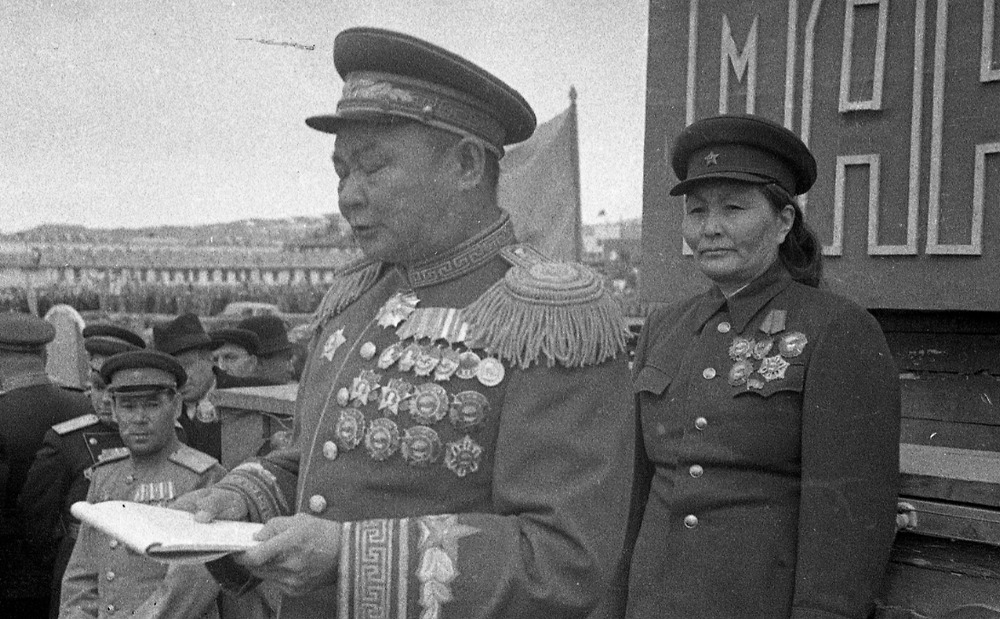
蒙古人民軍元帥喬巴山
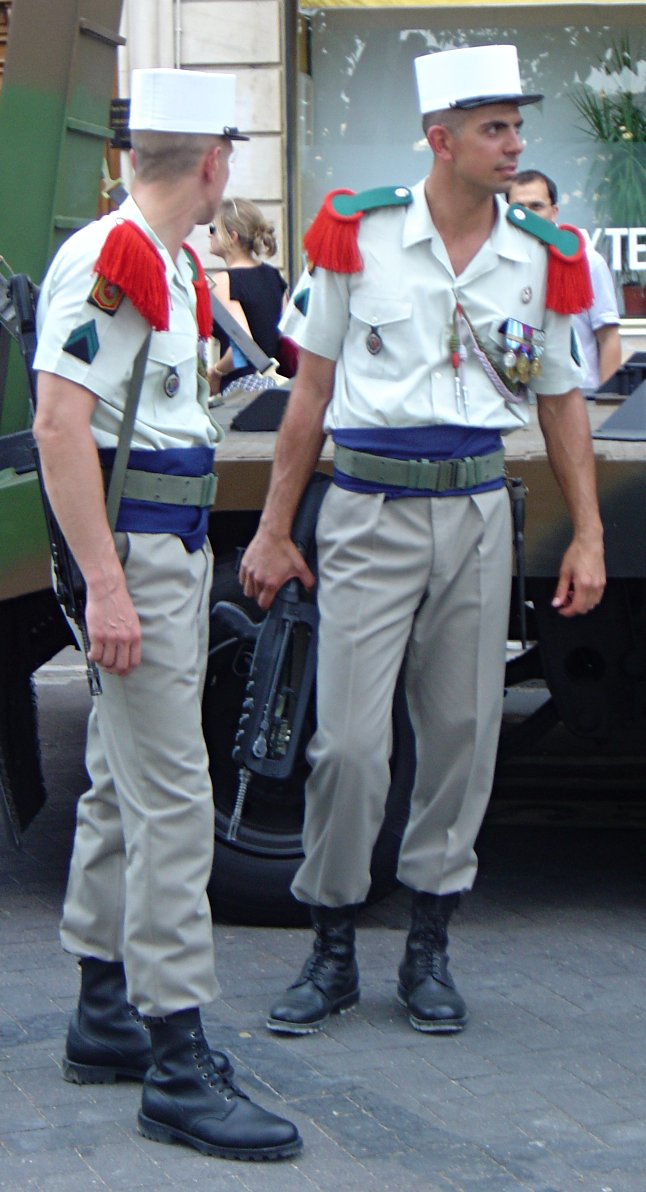
法國外籍兵團成員，於巴士底日閱兵佩戴紅色吊穗肩章
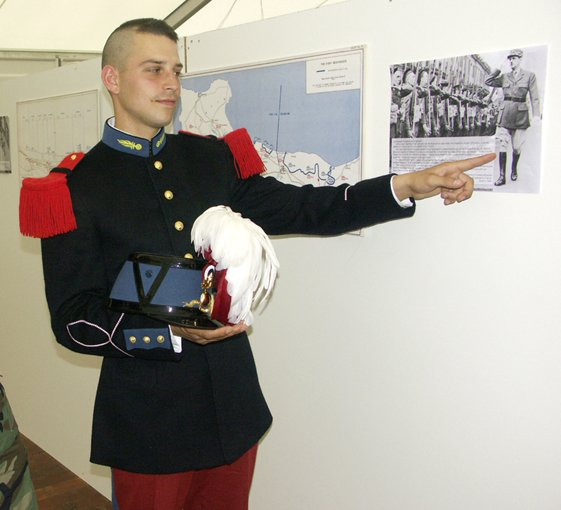
法國聖西爾軍校學生禮服

豎式肩章
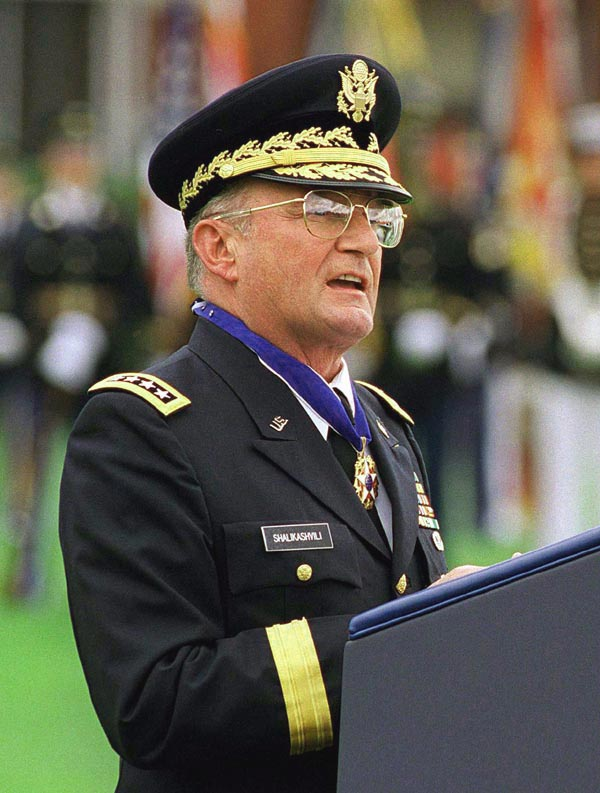
美國陸軍将官禮服的豎式肩章（1997年）
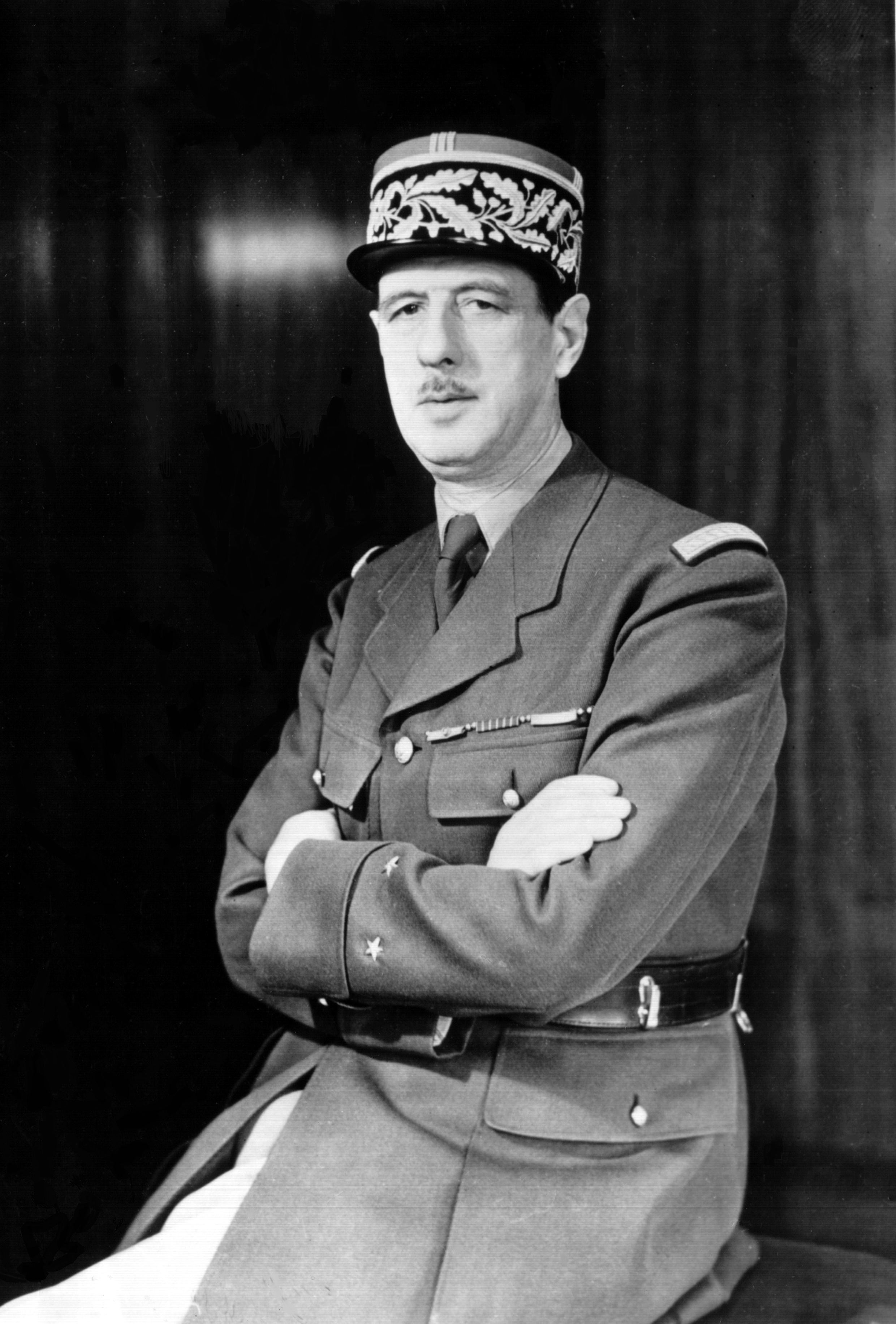
戴高樂戎裝照
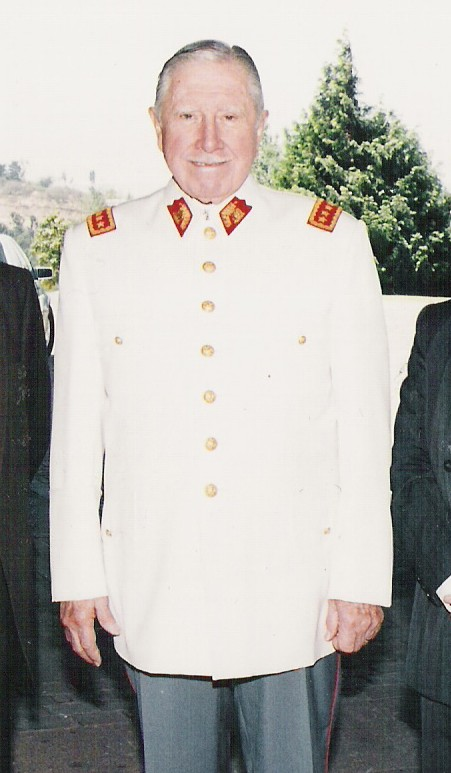
智利前總統皮利切特戎裝照
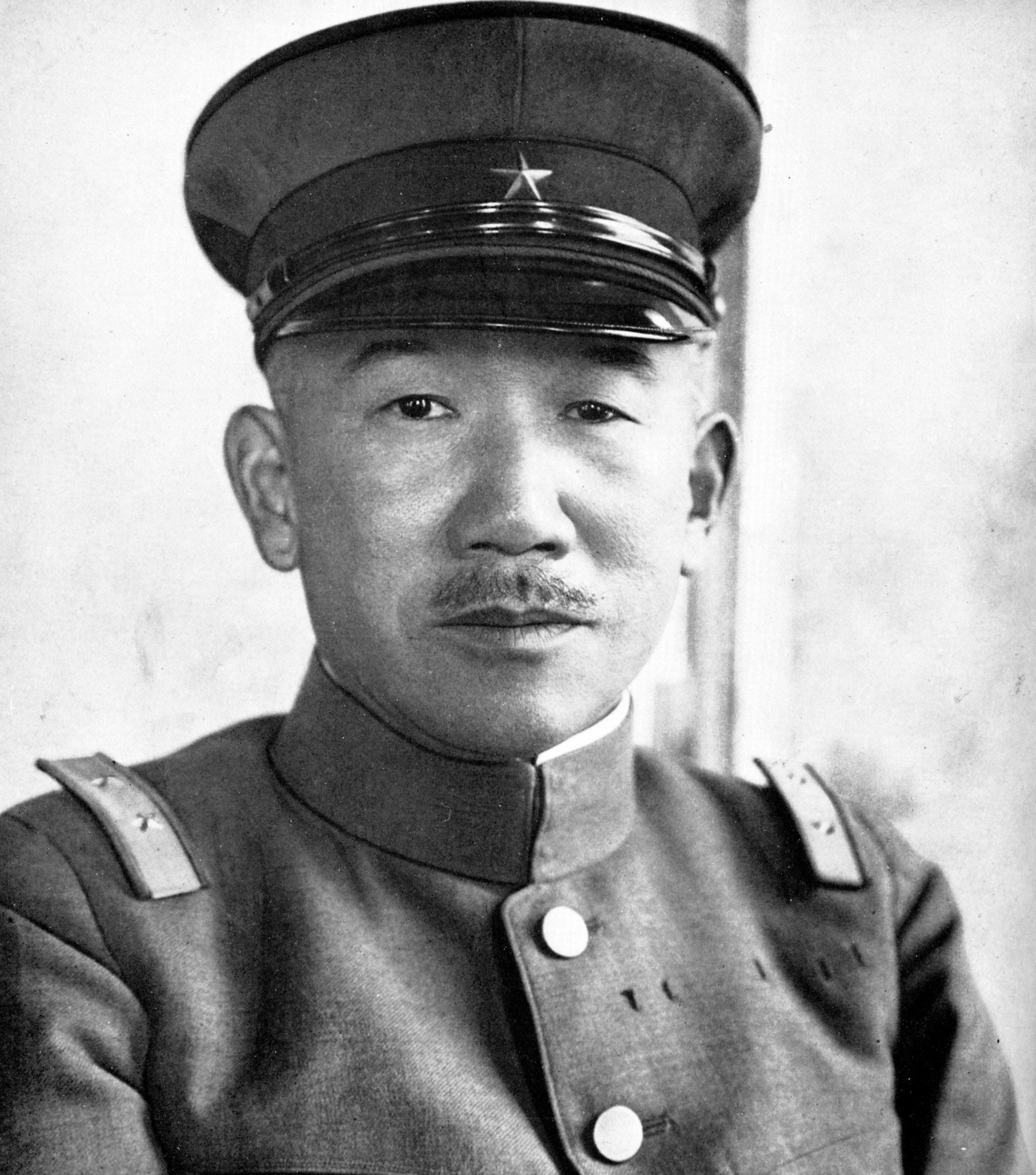
日本帝國陸軍四五式肩章
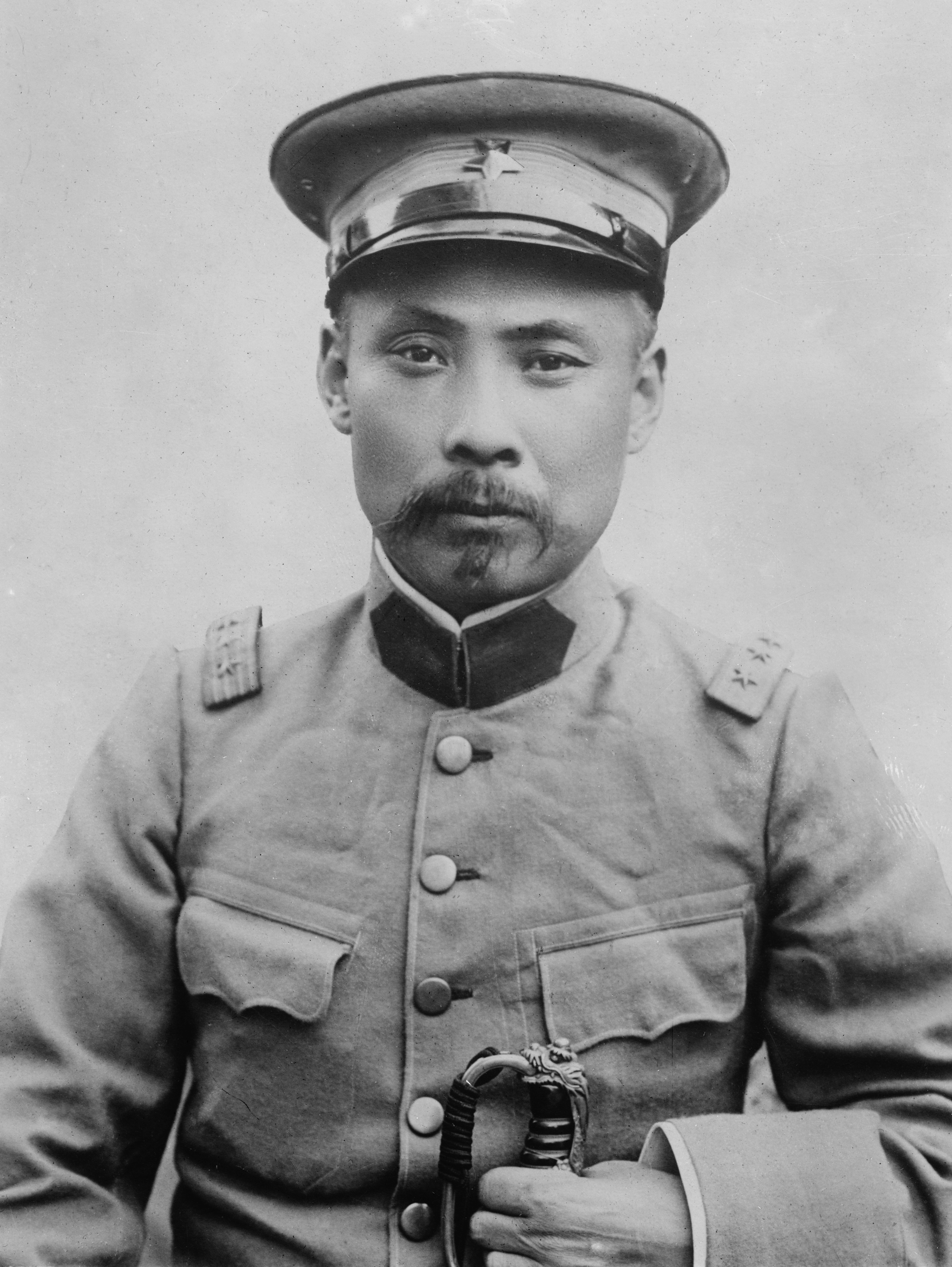
段祺瑞
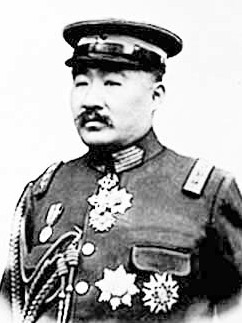
周自齊
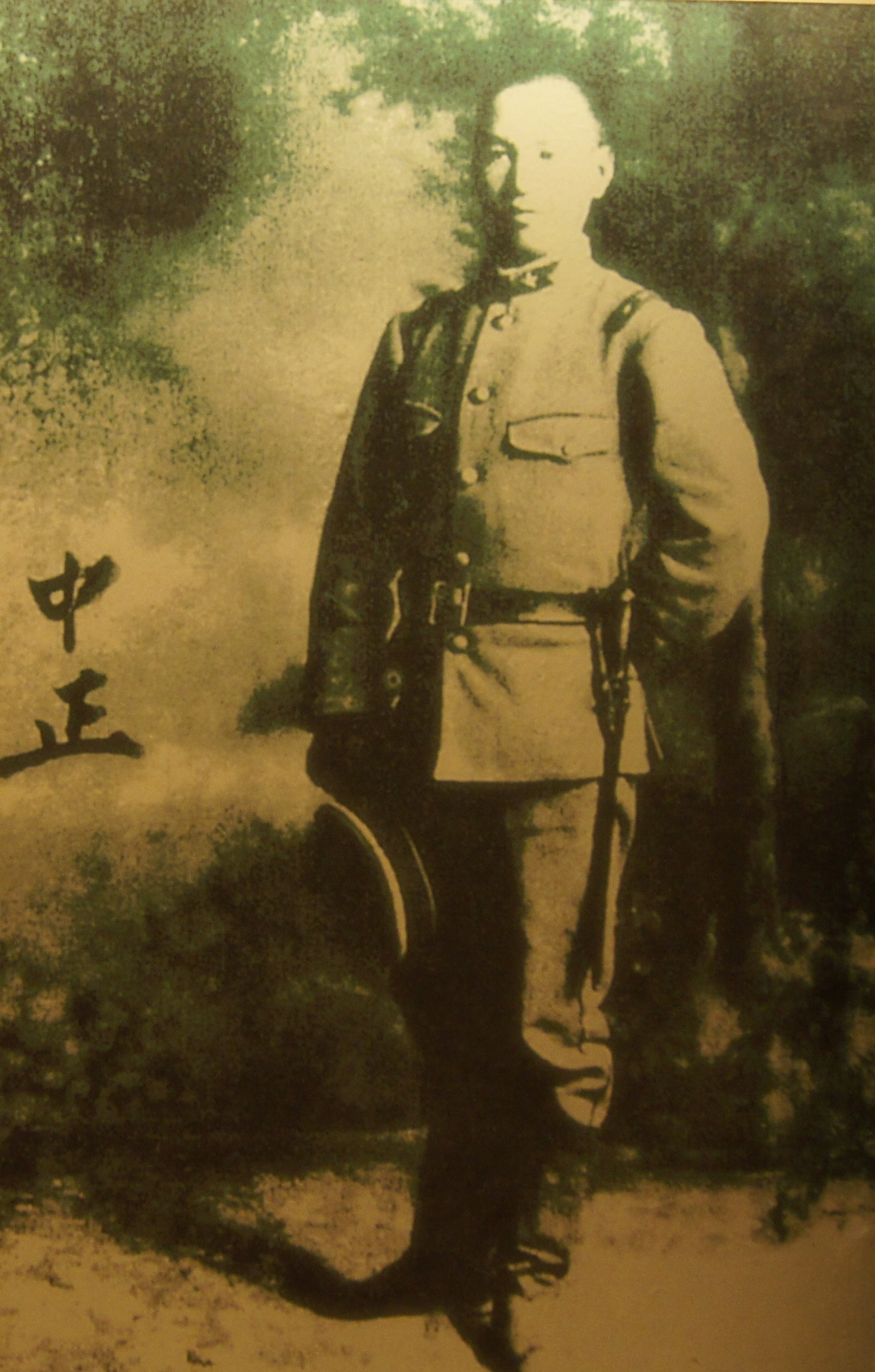
蔣中正，攝於留學日本軍校時期

軟式肩章
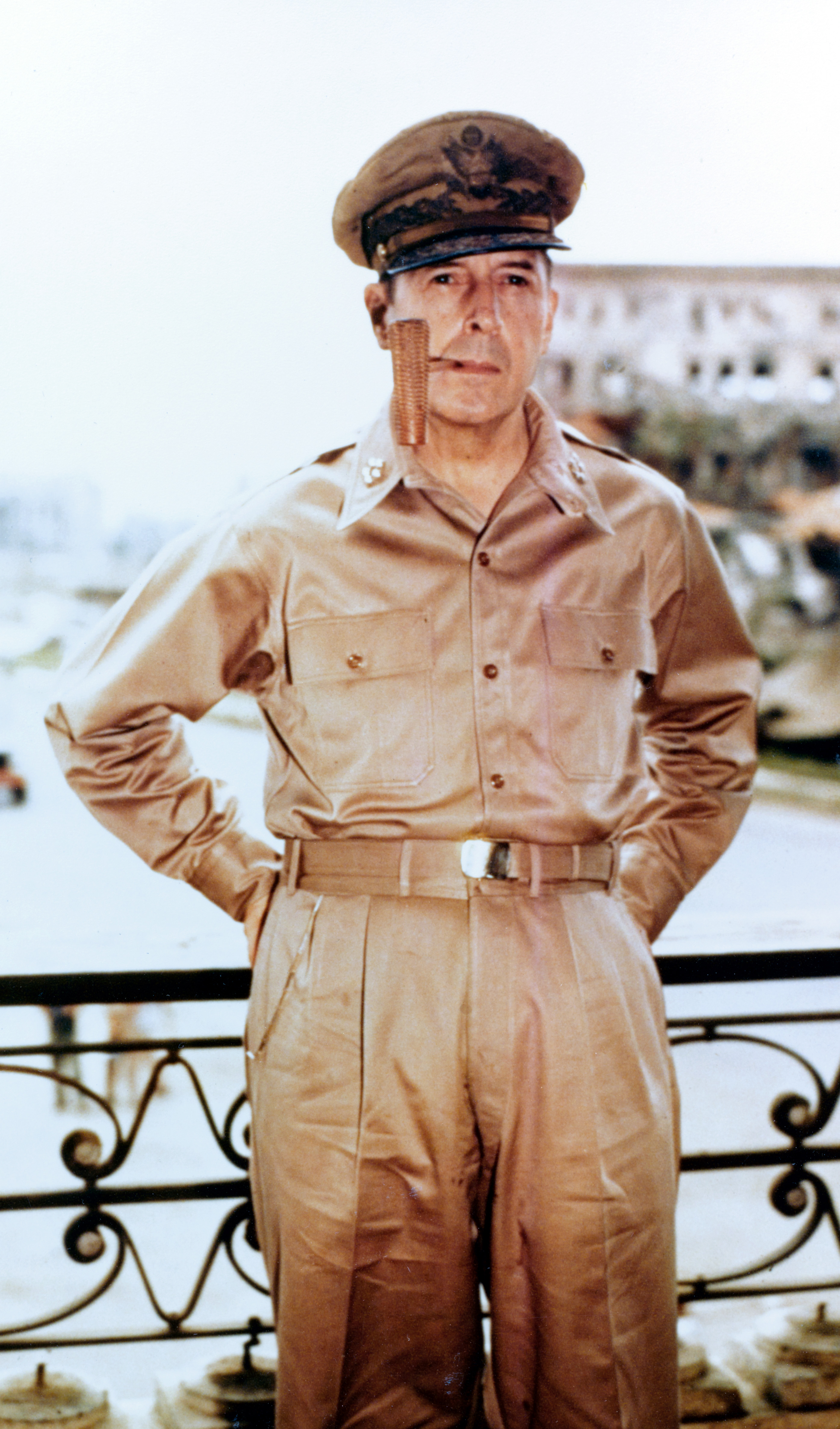
盟軍西南太平洋戰區統帥、美國陸軍五星上将麥克阿瑟
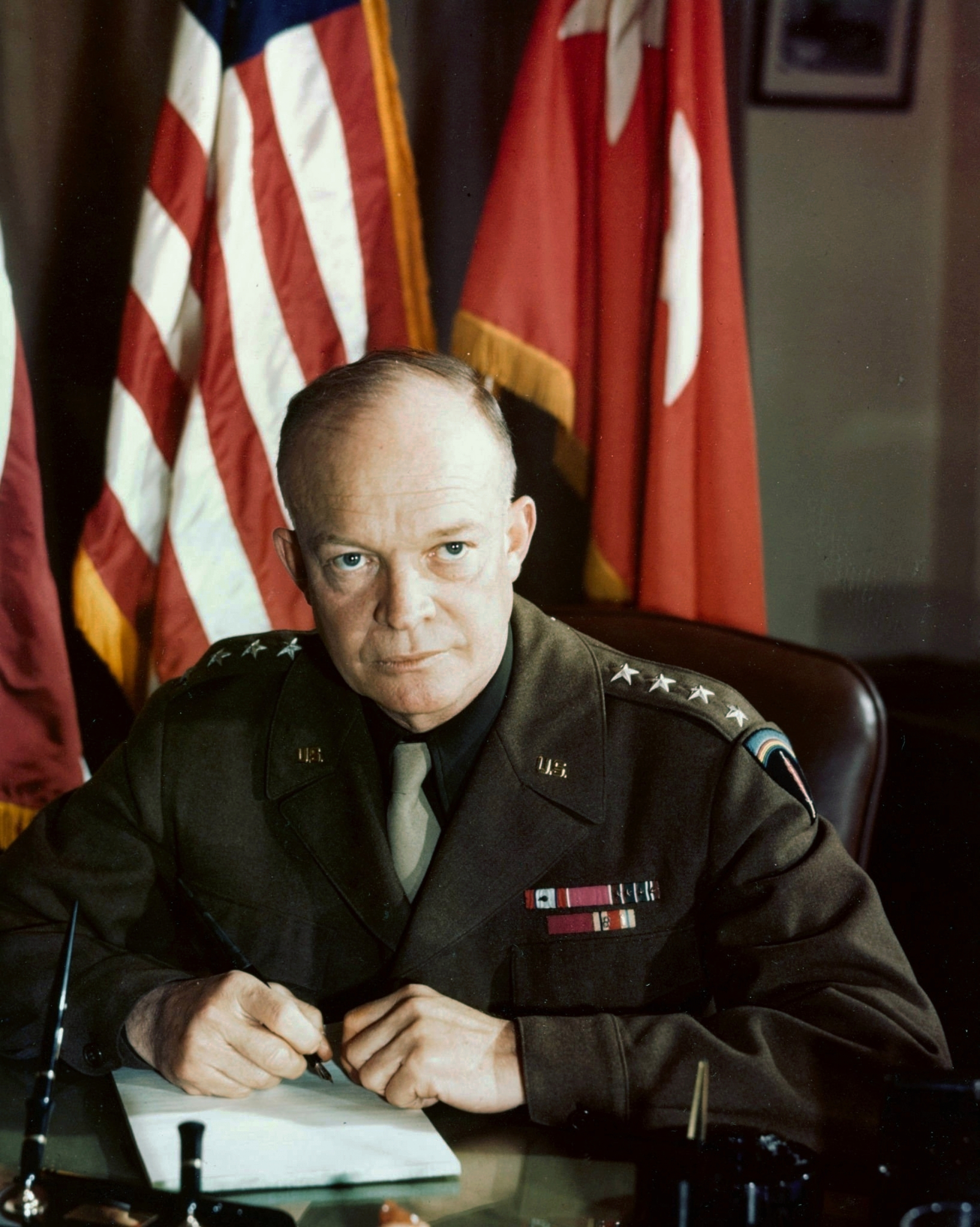
盟軍歐洲戰區統帥、美國陸軍五星上将艾森豪
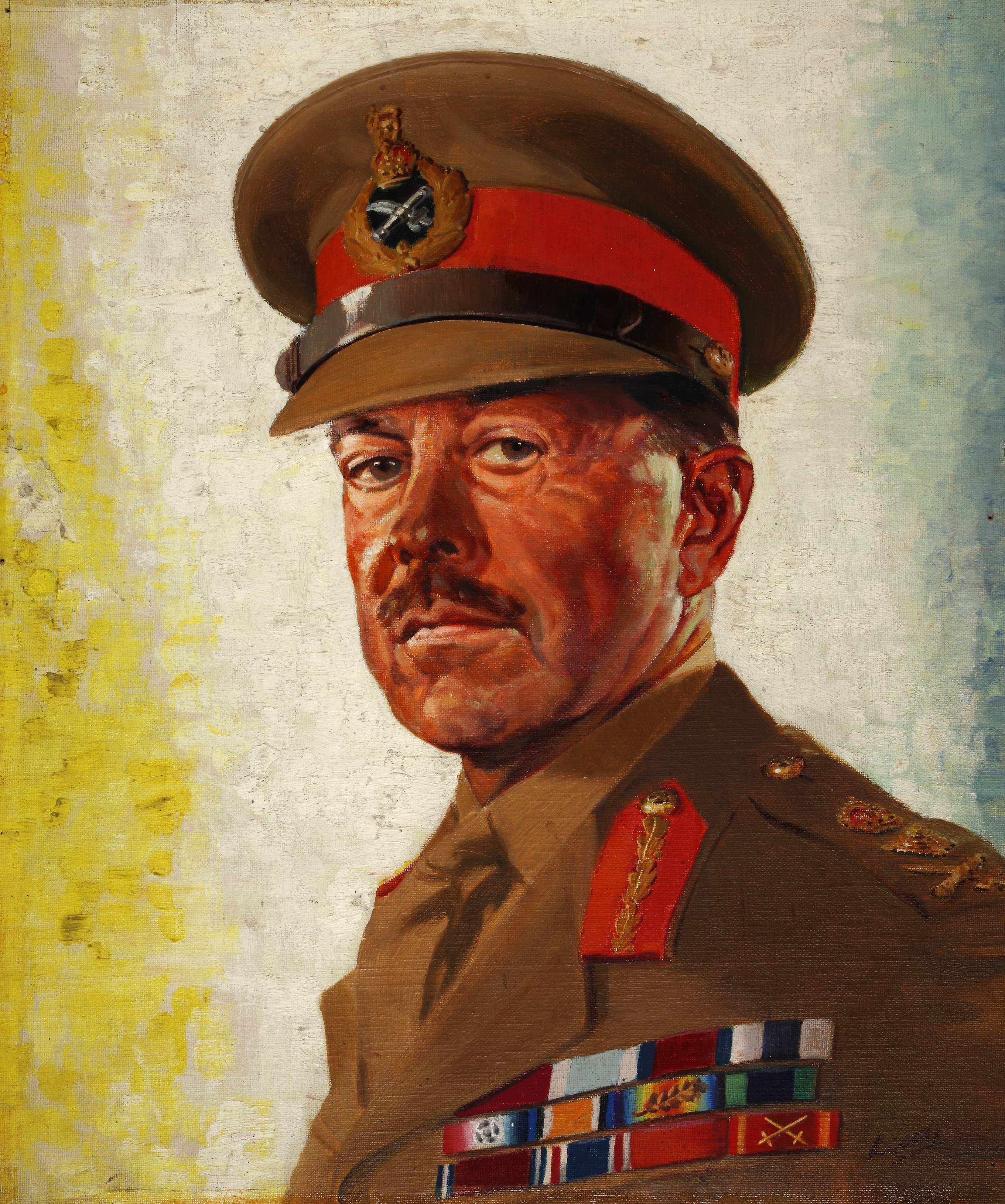
盟軍地中海戰區統帥、英國陸軍元帥哈羅德·亞歷山大
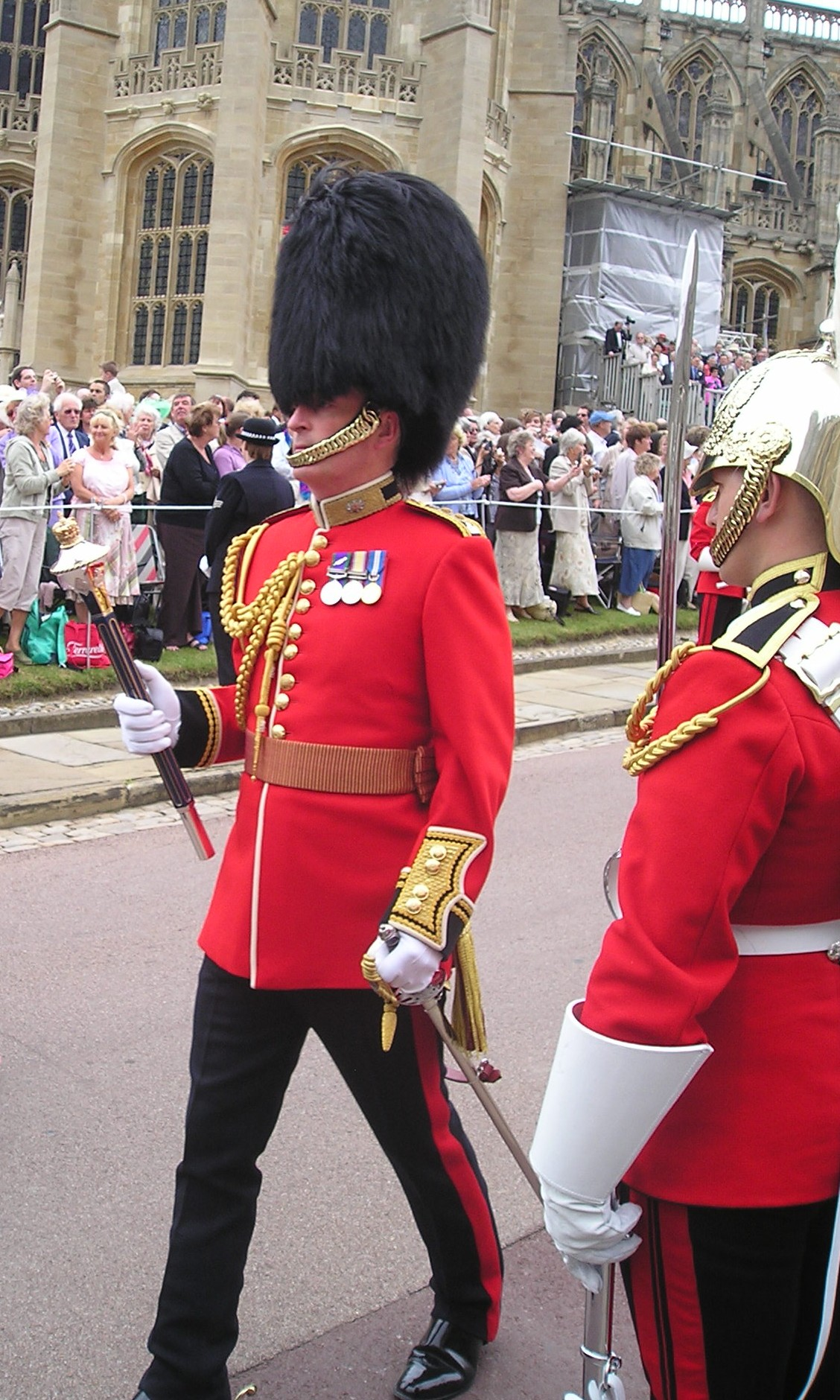
英國科爾德斯特里姆（冷溪）衛隊隊員，佩戴金色鑲邊的黑底軟肩章
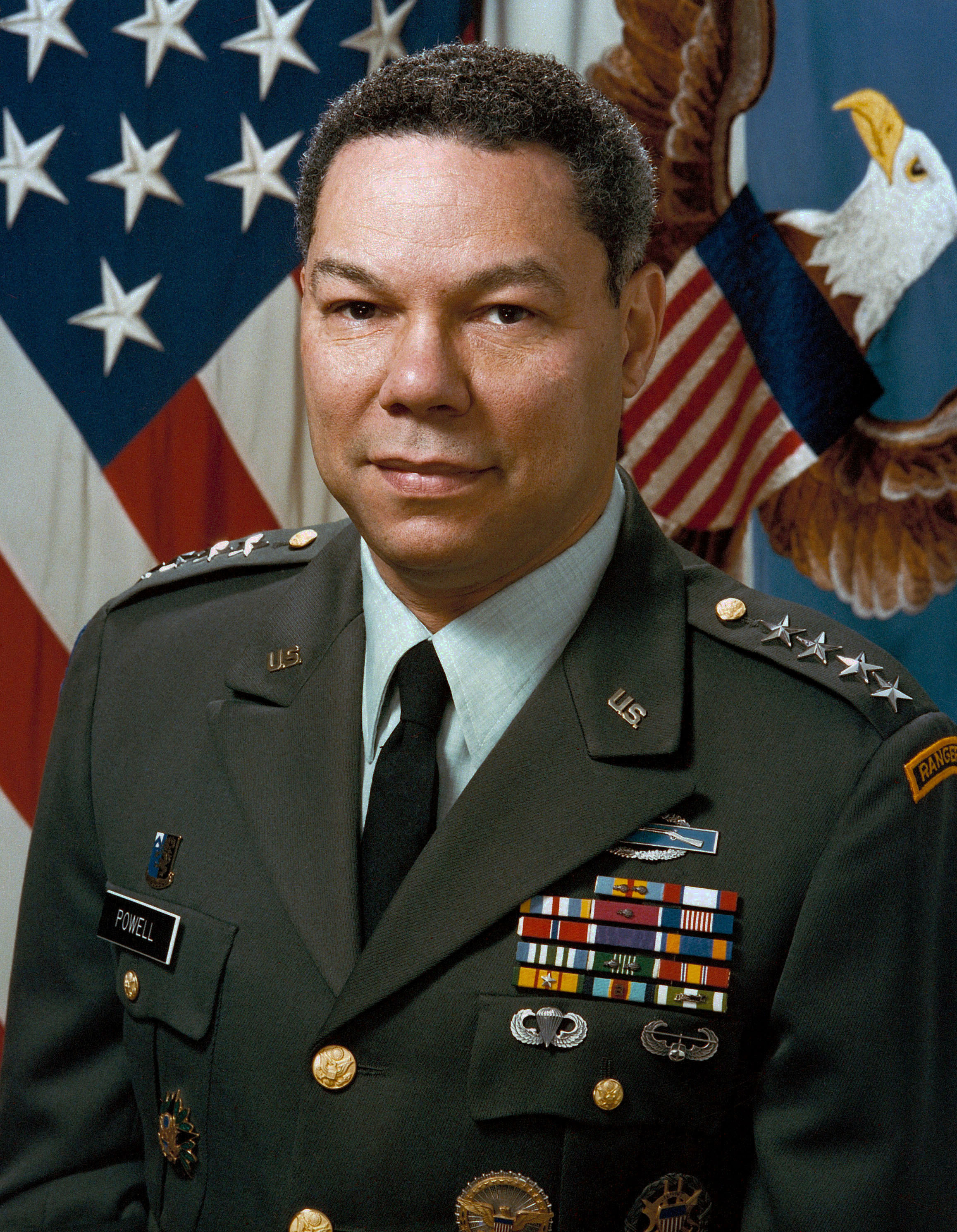
美國陸軍四星上将鮑威爾
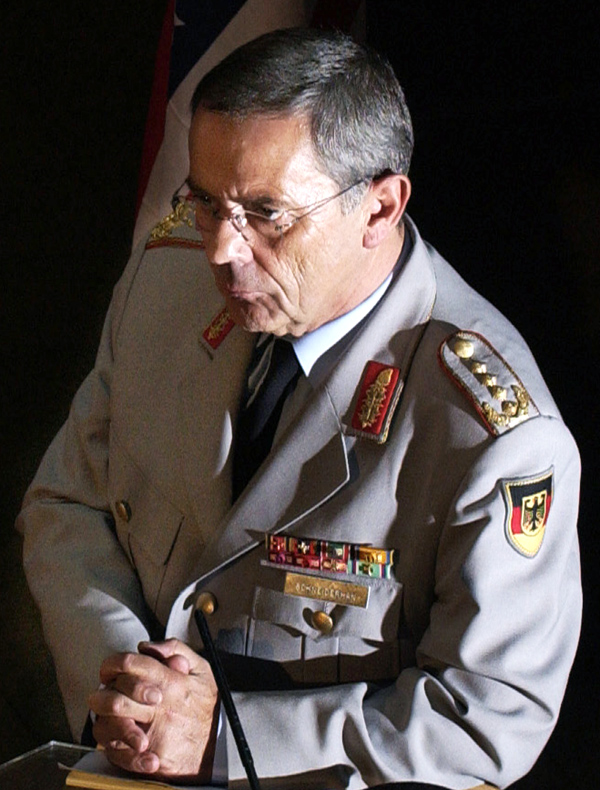
前聯邦德國國防總監，沃爾夫岡施奈德漢上將，佩戴紅色鑲邊、載有金色將花和四顆軍星的陸軍上將銜軟式肩章
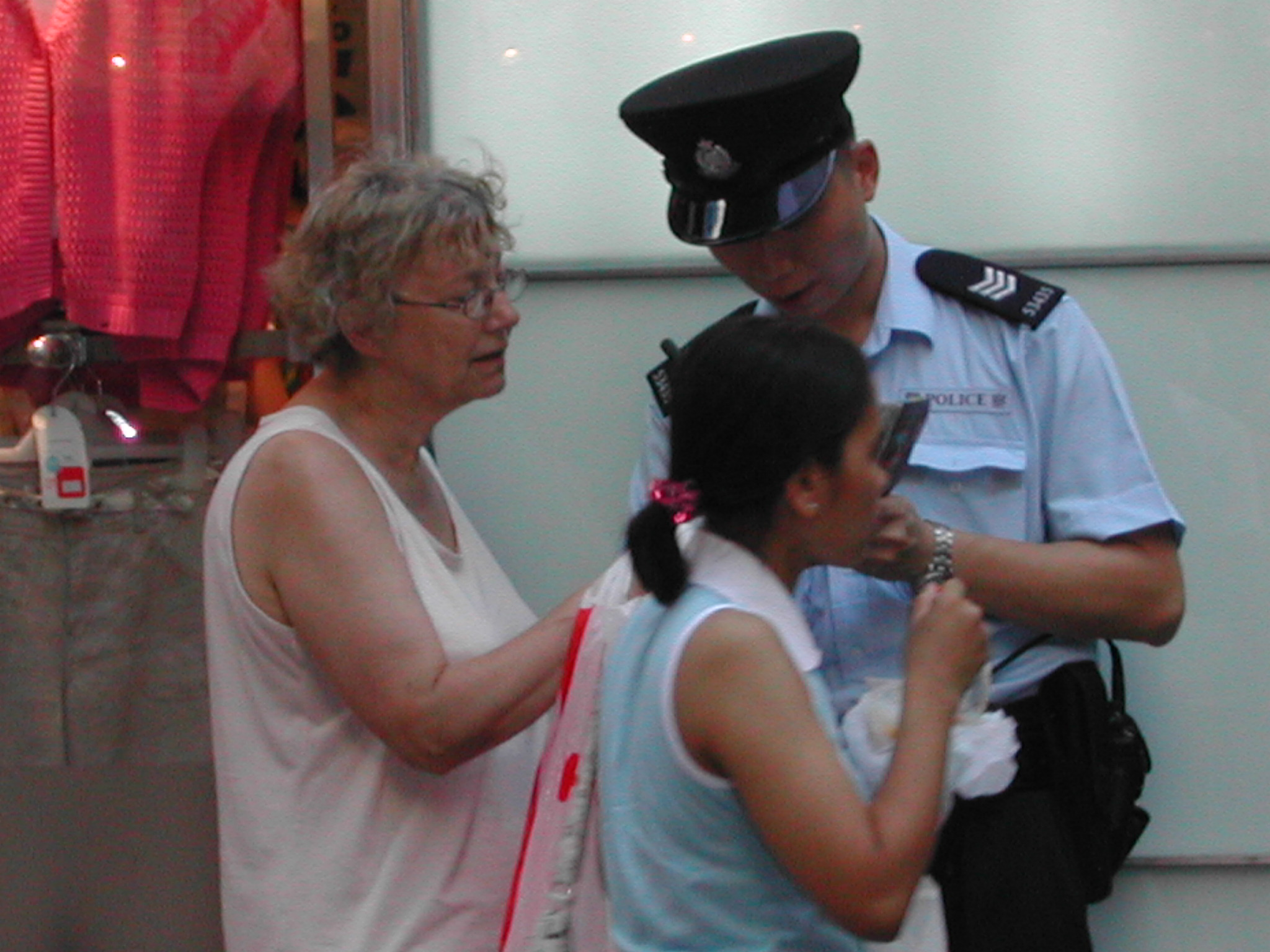
香港警察，軍裝警員佩戴的肩章看似平板肩章，其實是在一塊印有警銜的軟式肩章裏面插入膠片，以識別職級
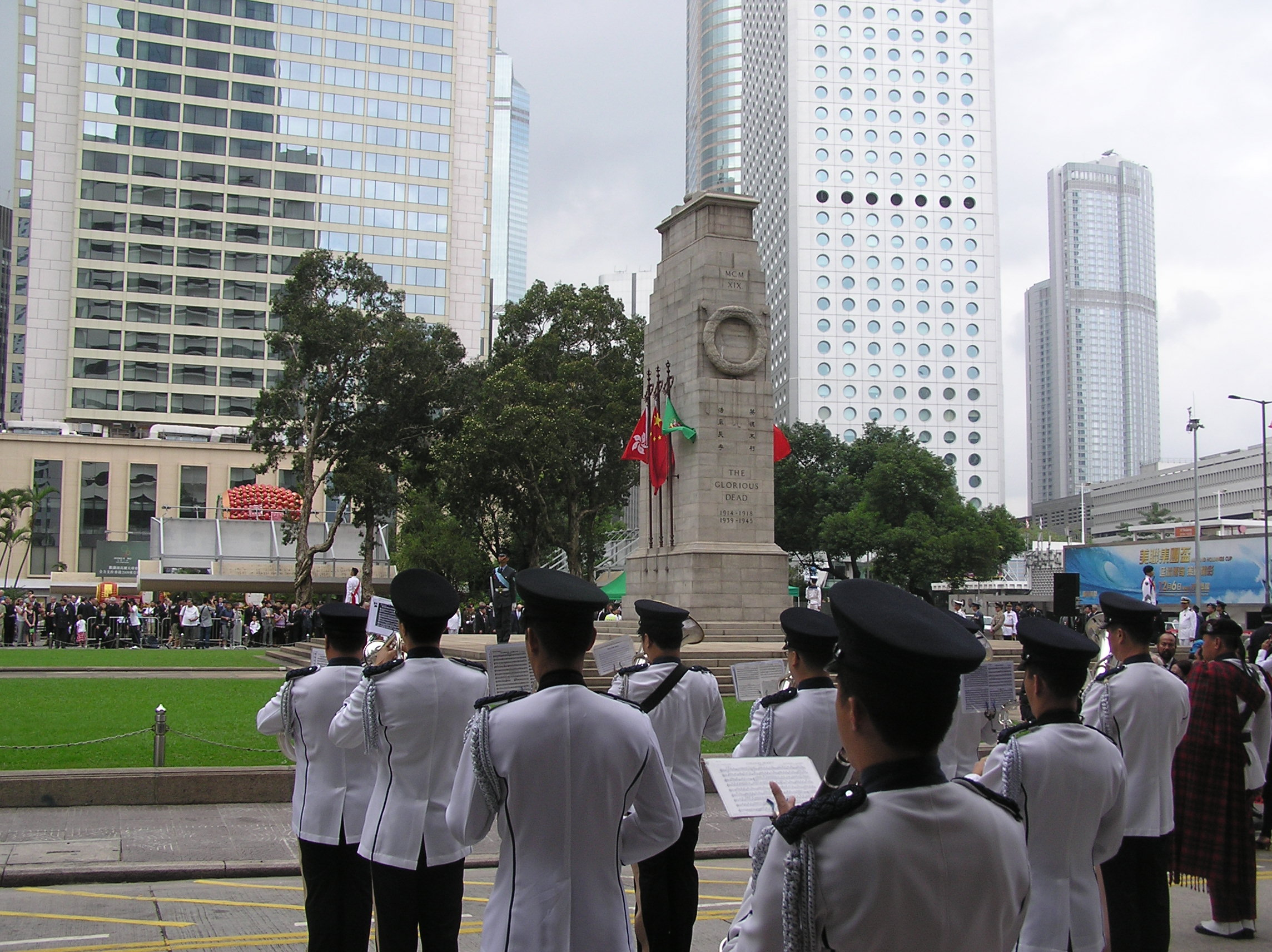
香港警察銀樂隊，從這幅照片可見看出香港警察禮服所使用的軟式肩章
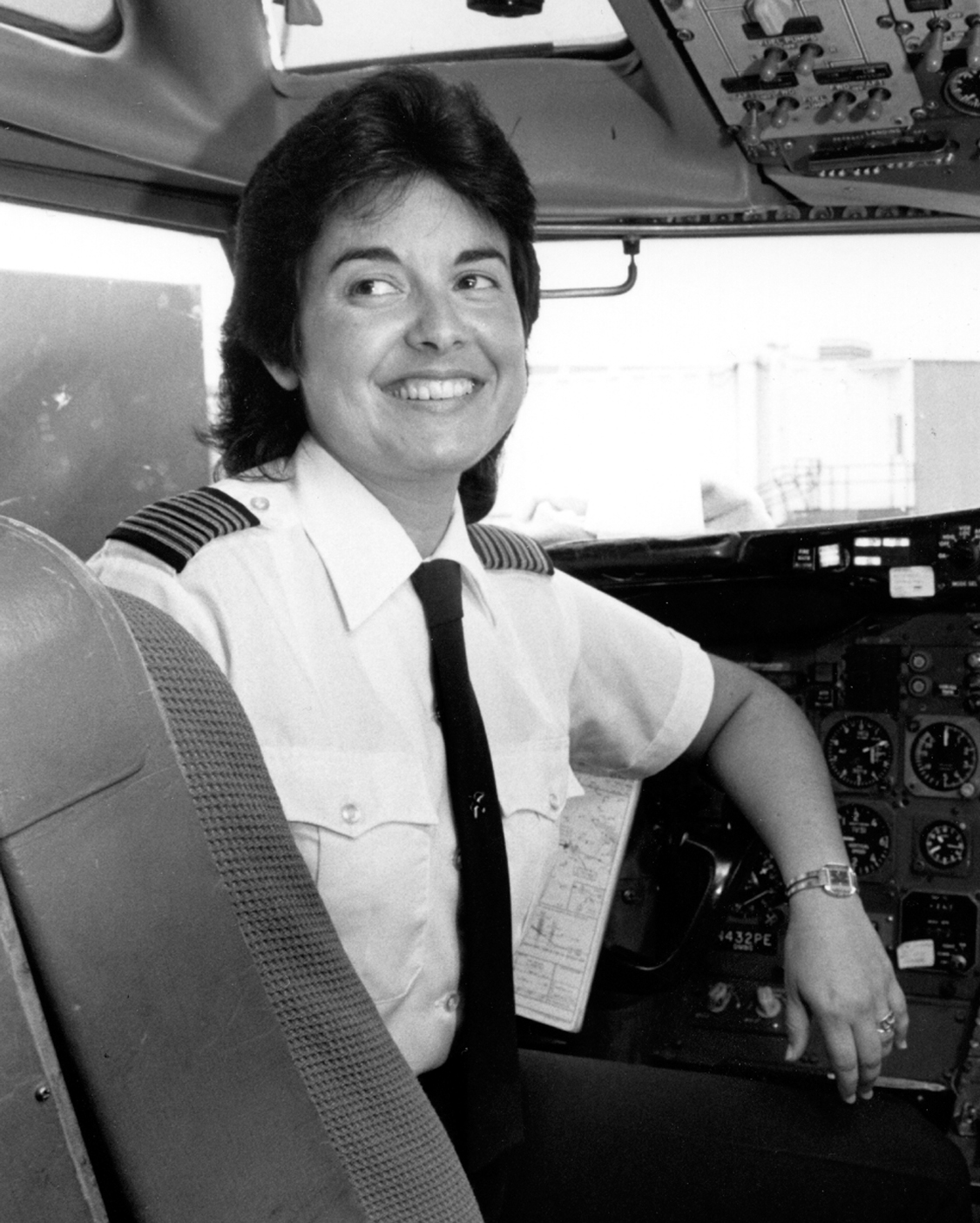
全世界首位波音747女性機師Beverly Burns，她制服的肩上別著代表正機師的四條槓肩章
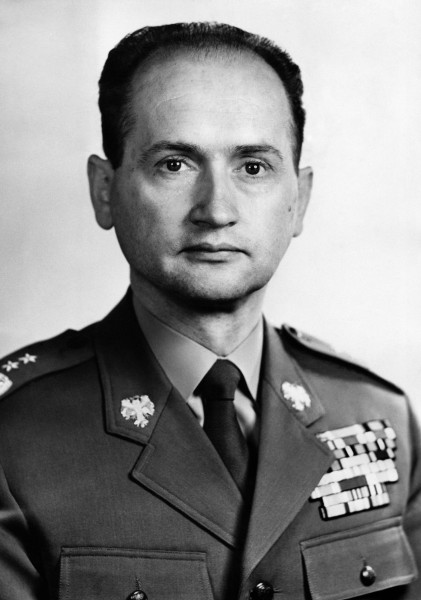
雅鲁泽尔斯基

平板肩章
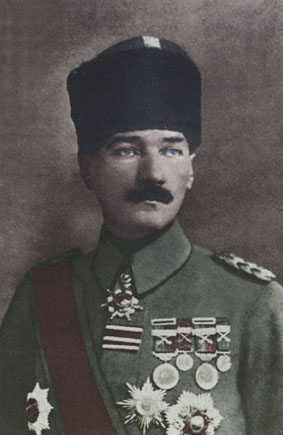
佩戴平板肩章的土耳其國父、首任總統凱末爾元帥
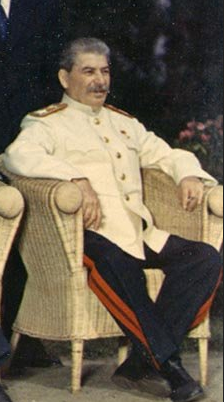
著蘇聯元帥服的史達林
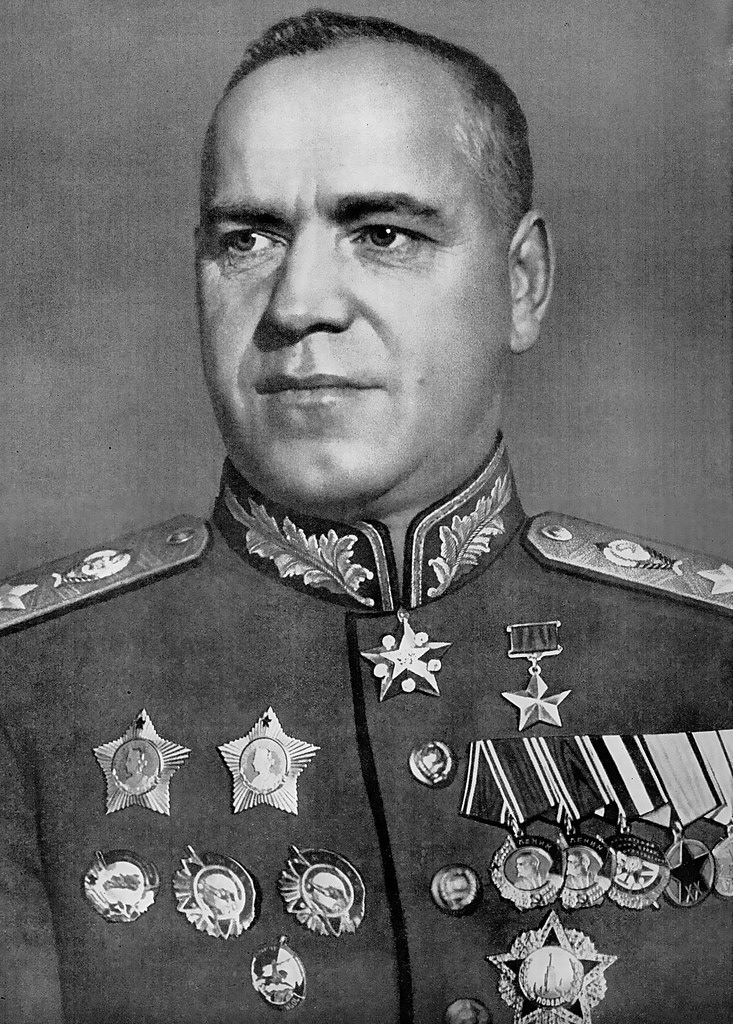
佩戴平板肩章的二戰東線戰區統帥、蘇聯元帥朱可夫
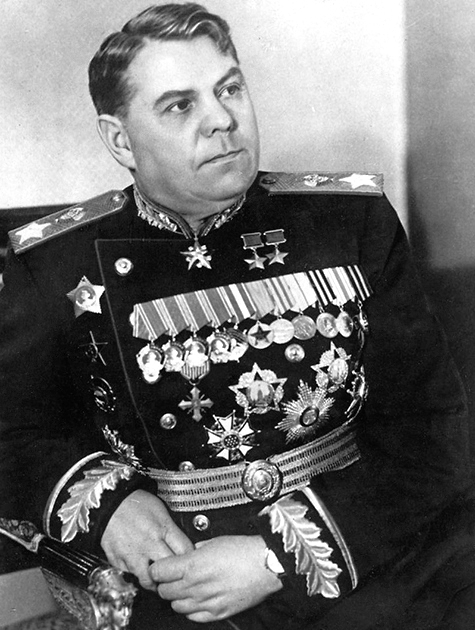
佩戴平板肩章的二戰遠東軍區總司令、蘇聯元帥華西列夫斯基
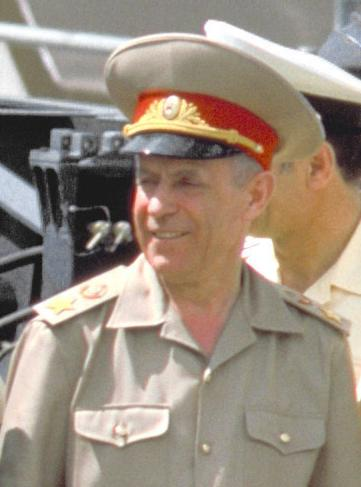
佩戴平板肩章的蘇聯元帥謝爾蓋·阿赫罗梅耶夫，攝於1988年
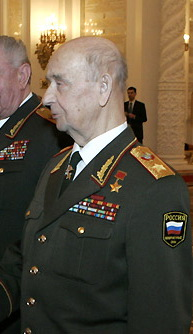
前蘇聯元帥谢尔盖·索科洛夫，身穿俄羅斯軍服，配戴平板式蘇聯元帥肩章，攝於2002年
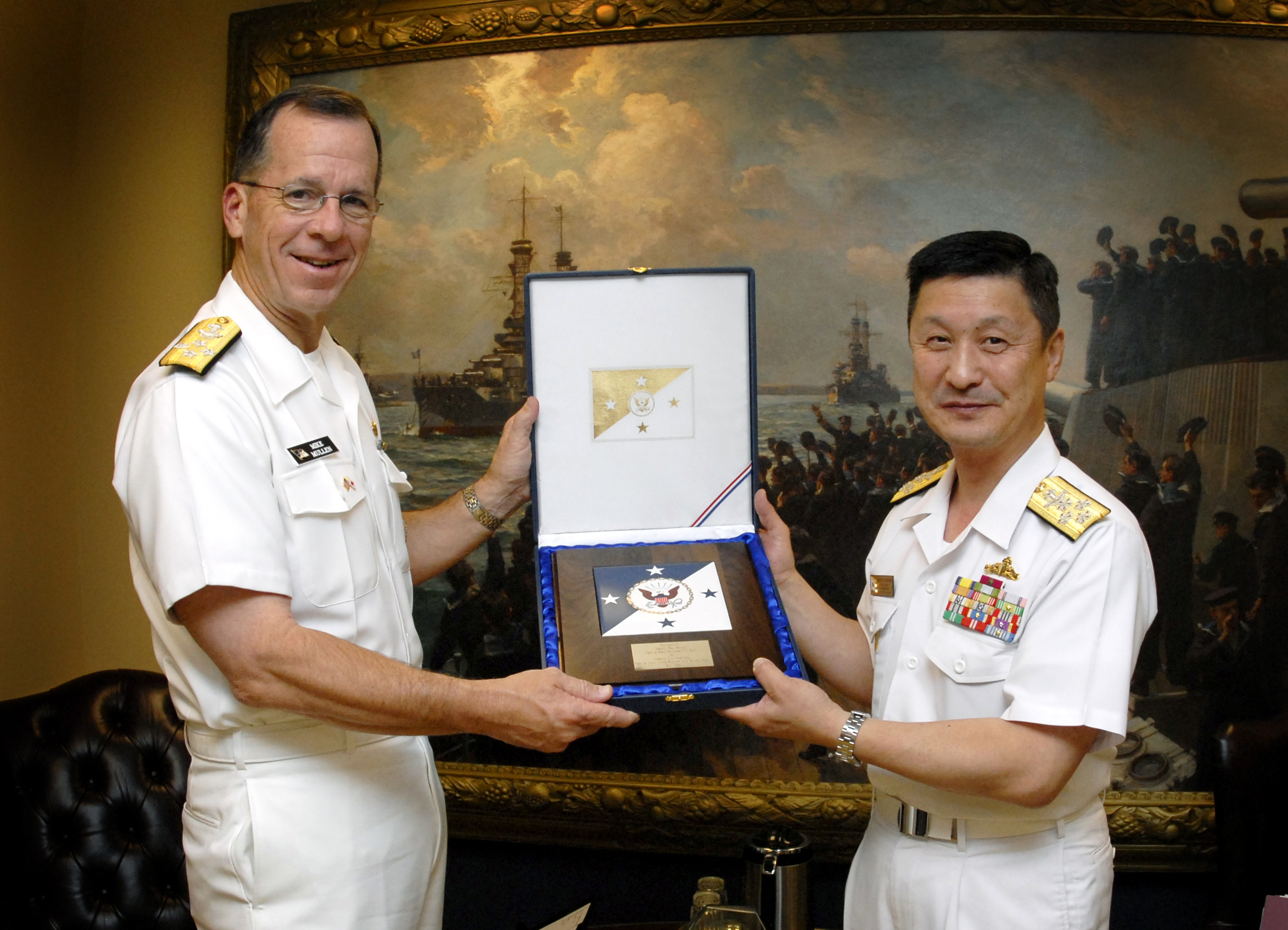
美國和日本海上自衛隊夏季白色常服，使用黃底平板肩章，海軍是美國三軍唯一在常服採用平板肩章的軍種
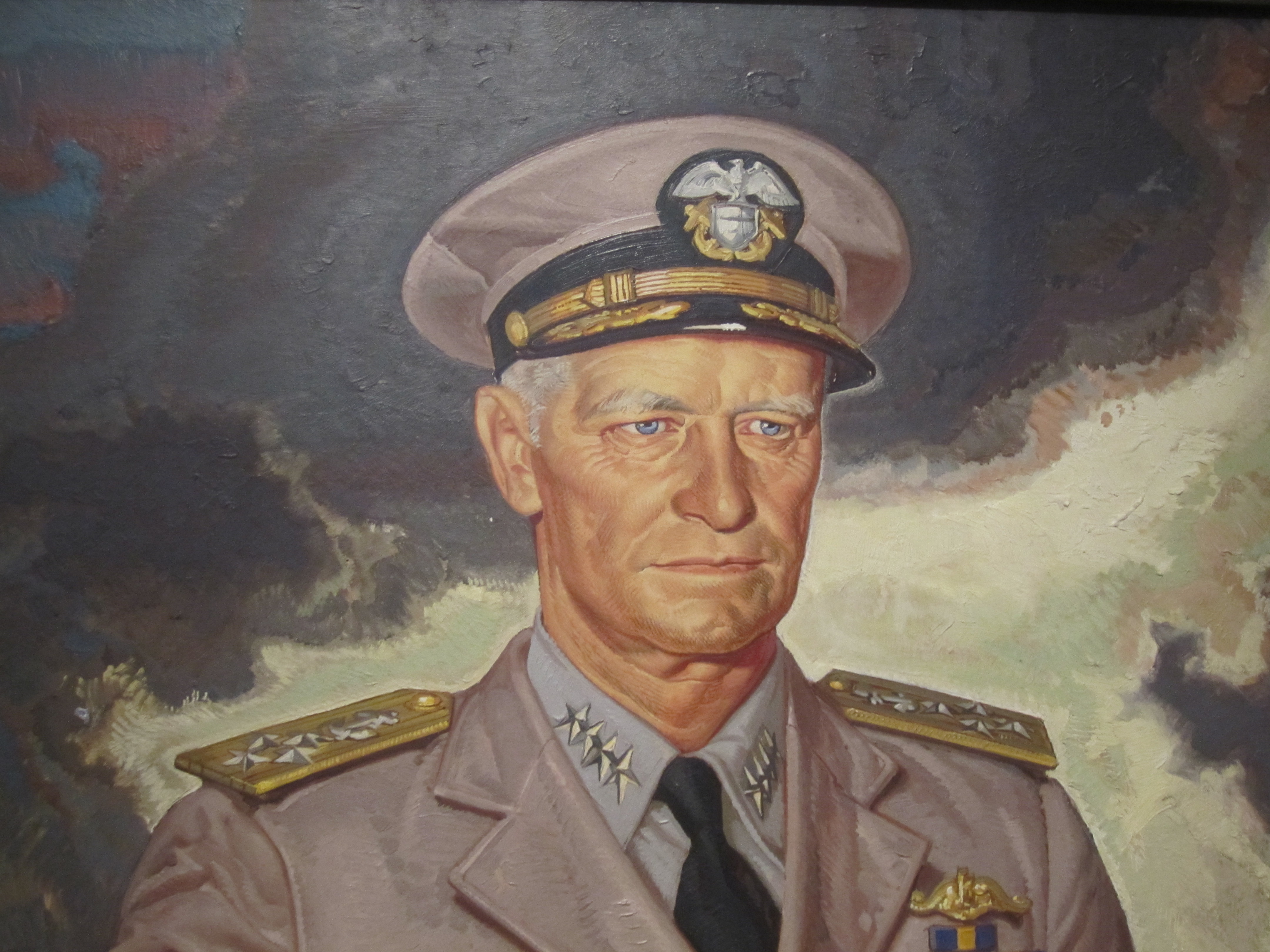
佩戴平板肩章的美國海軍五星上將、二戰盟軍太平洋戰區最高司令切斯特·尼米茲
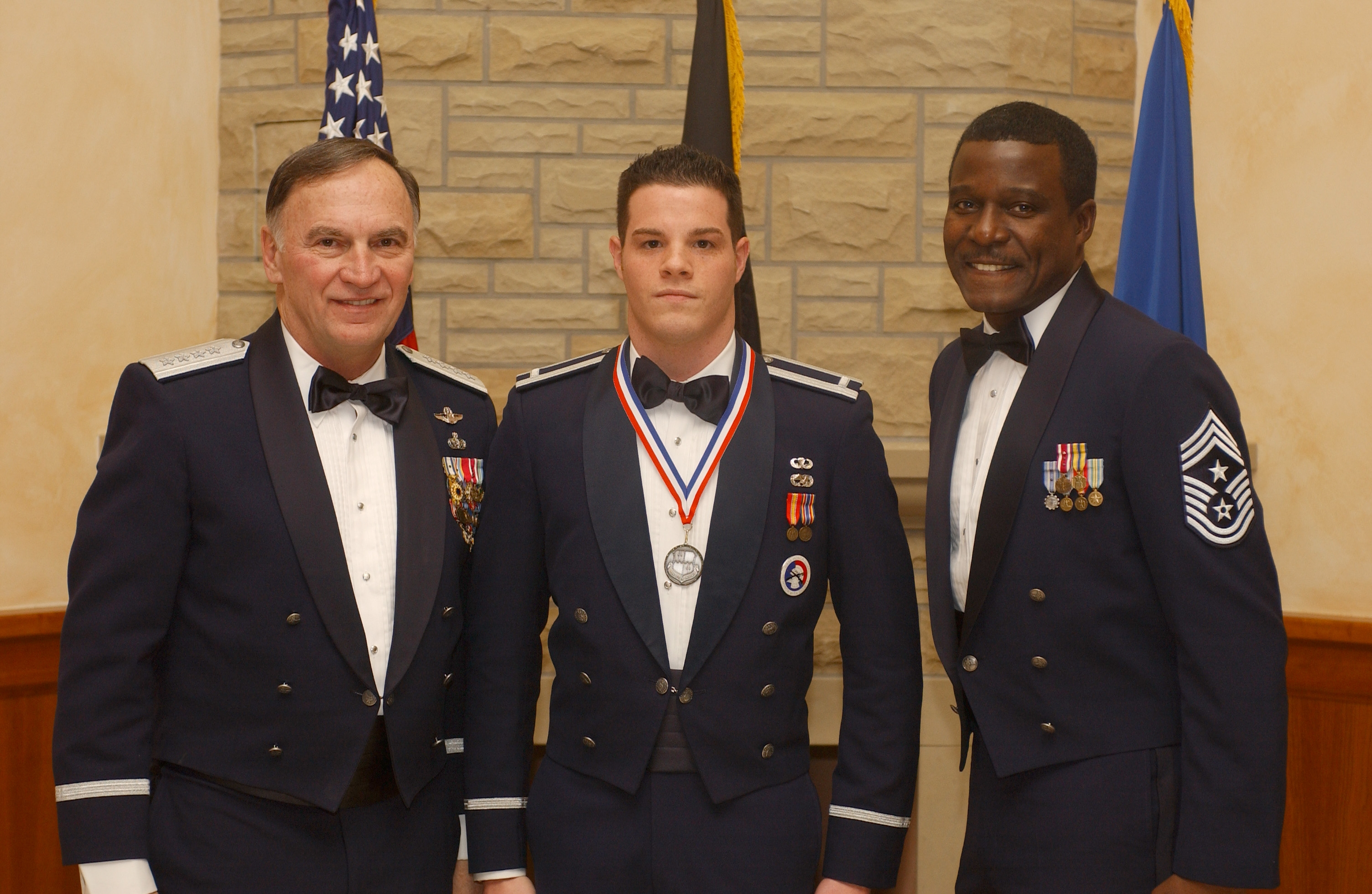
美國空軍晚禮服，佩戴平板肩章，但空軍常服仍使用軟式肩章
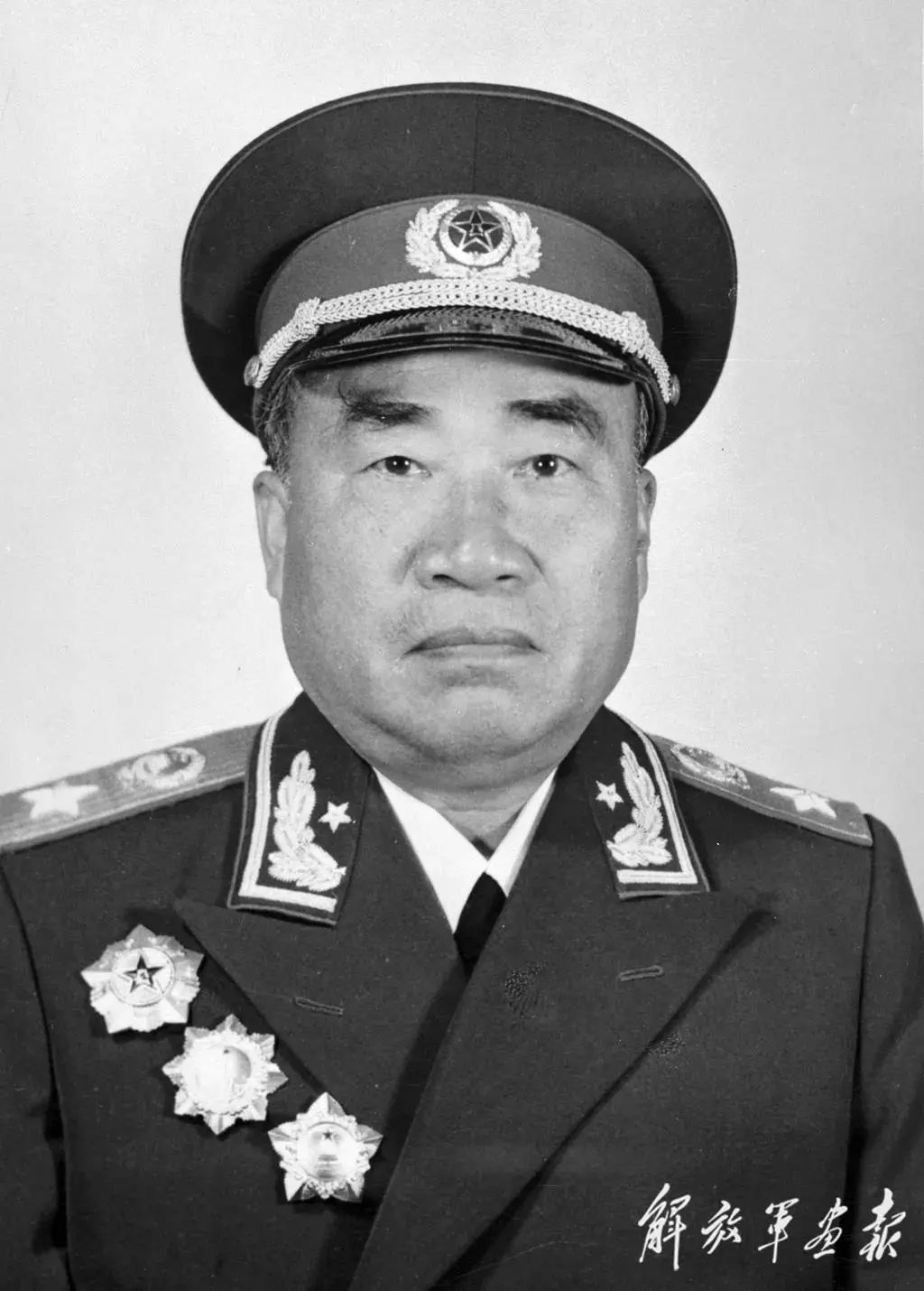
身着中国人民解放军55式军官礼服的朱德，佩戴元帅衔黄底平板肩章
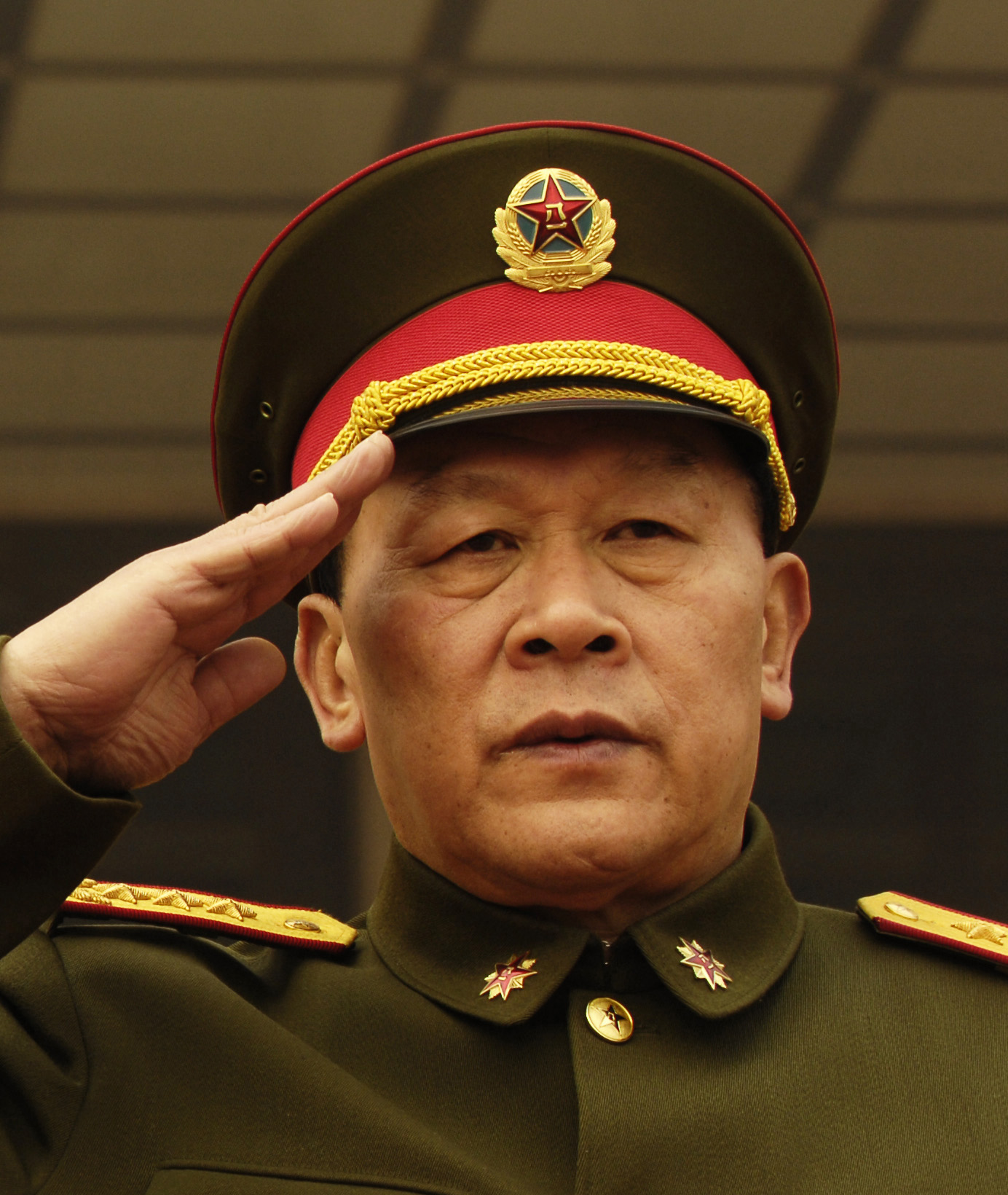
身穿中国人民解放军87式軍服的梁光烈，配戴上將銜黃底平板肩章
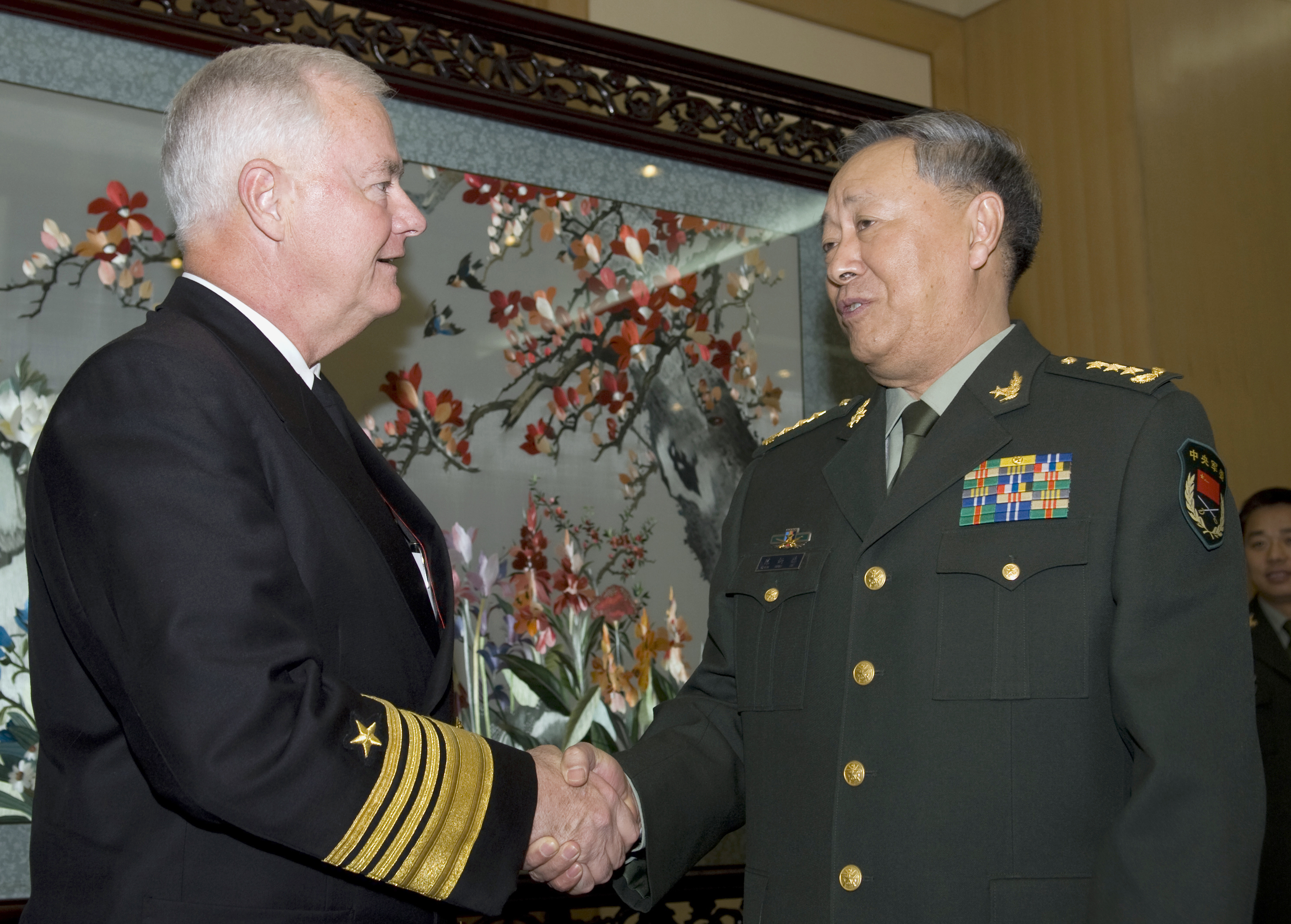
現任中国人民解放军总参谋长陈炳德，身穿07式軍服，佩戴上將銜墨綠色平板肩章，雖然07式軍服酷似美國陸軍軍服，但所用的肩章卻並非美軍的軟式肩章
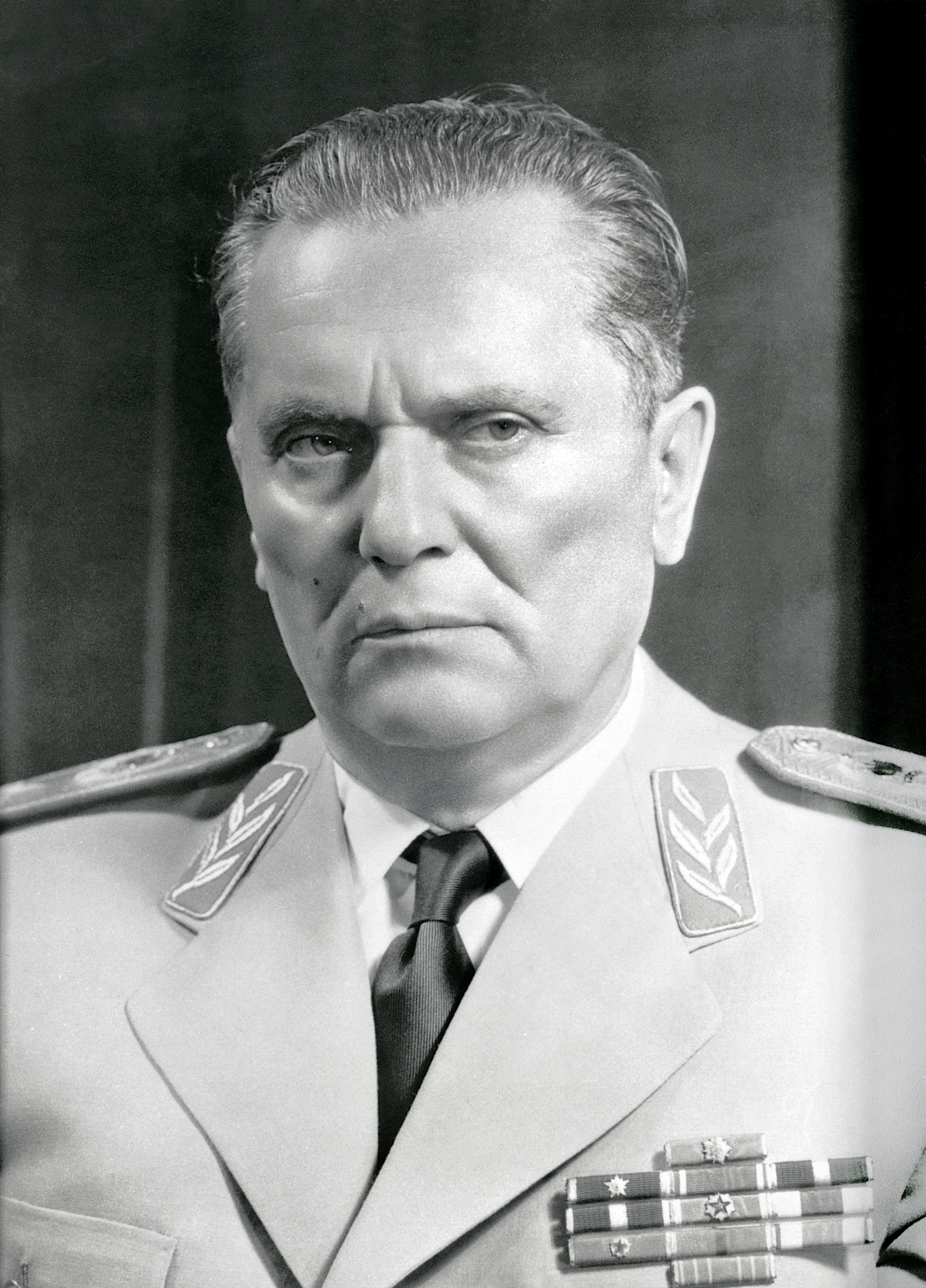
铁托

扭結式肩章
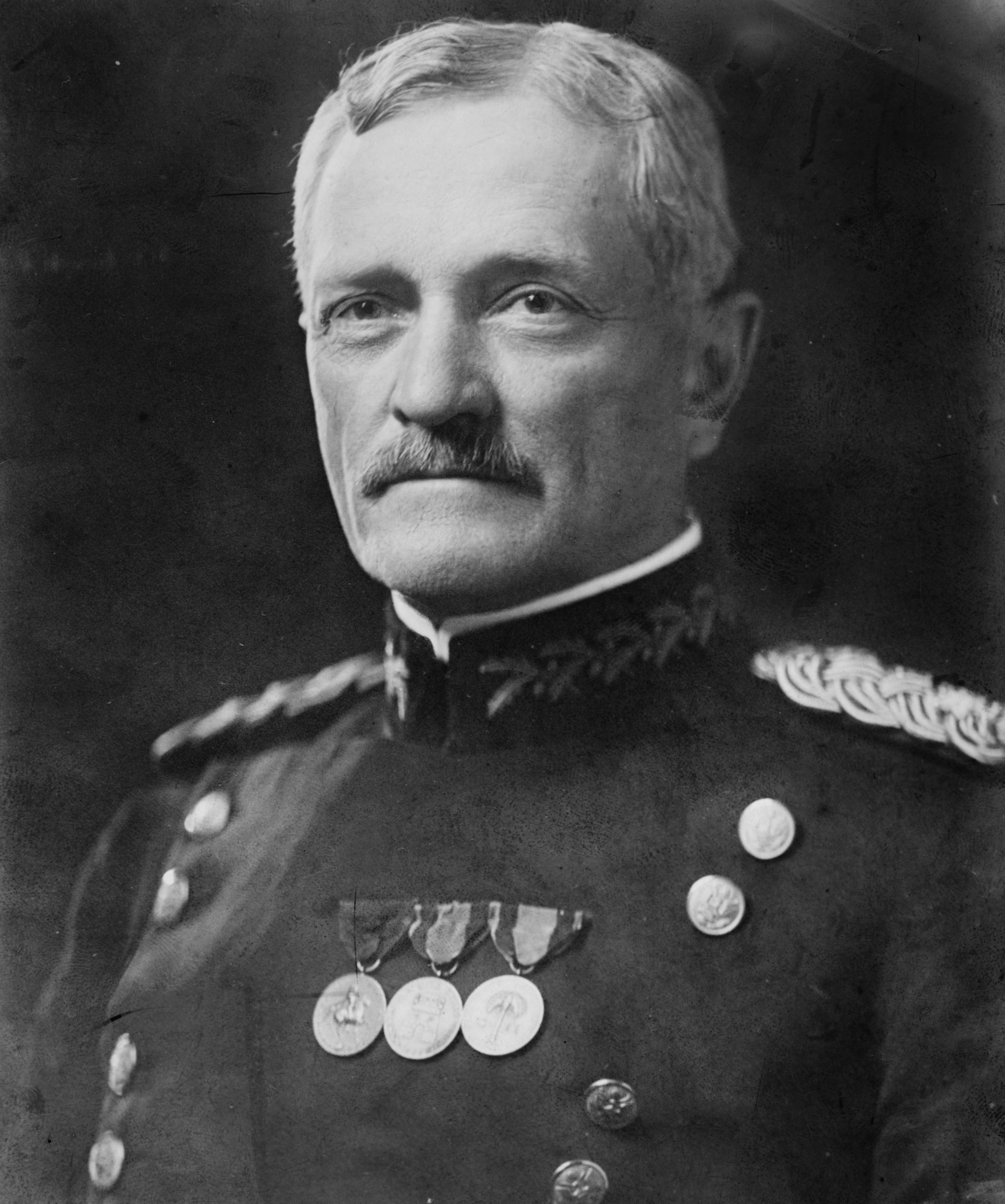
20世紀初美國陸軍礼服
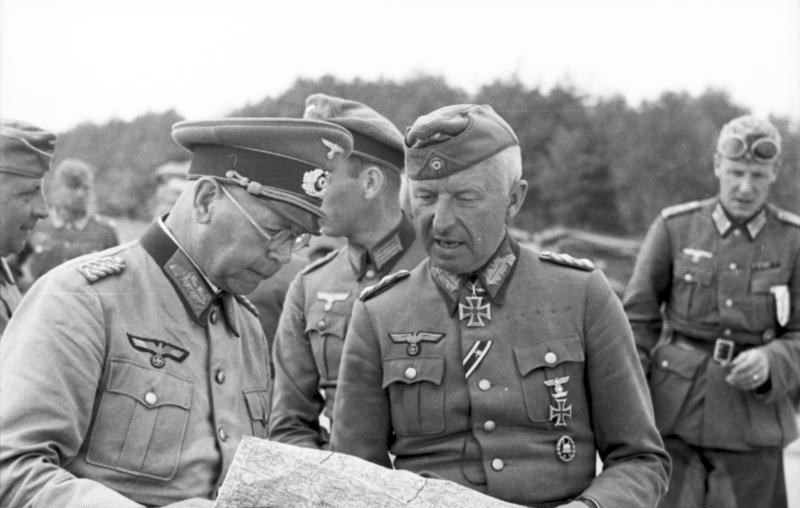
佩戴扭紋肩章的二戰德軍將領，中間戴船形帽者為曼斯坦因
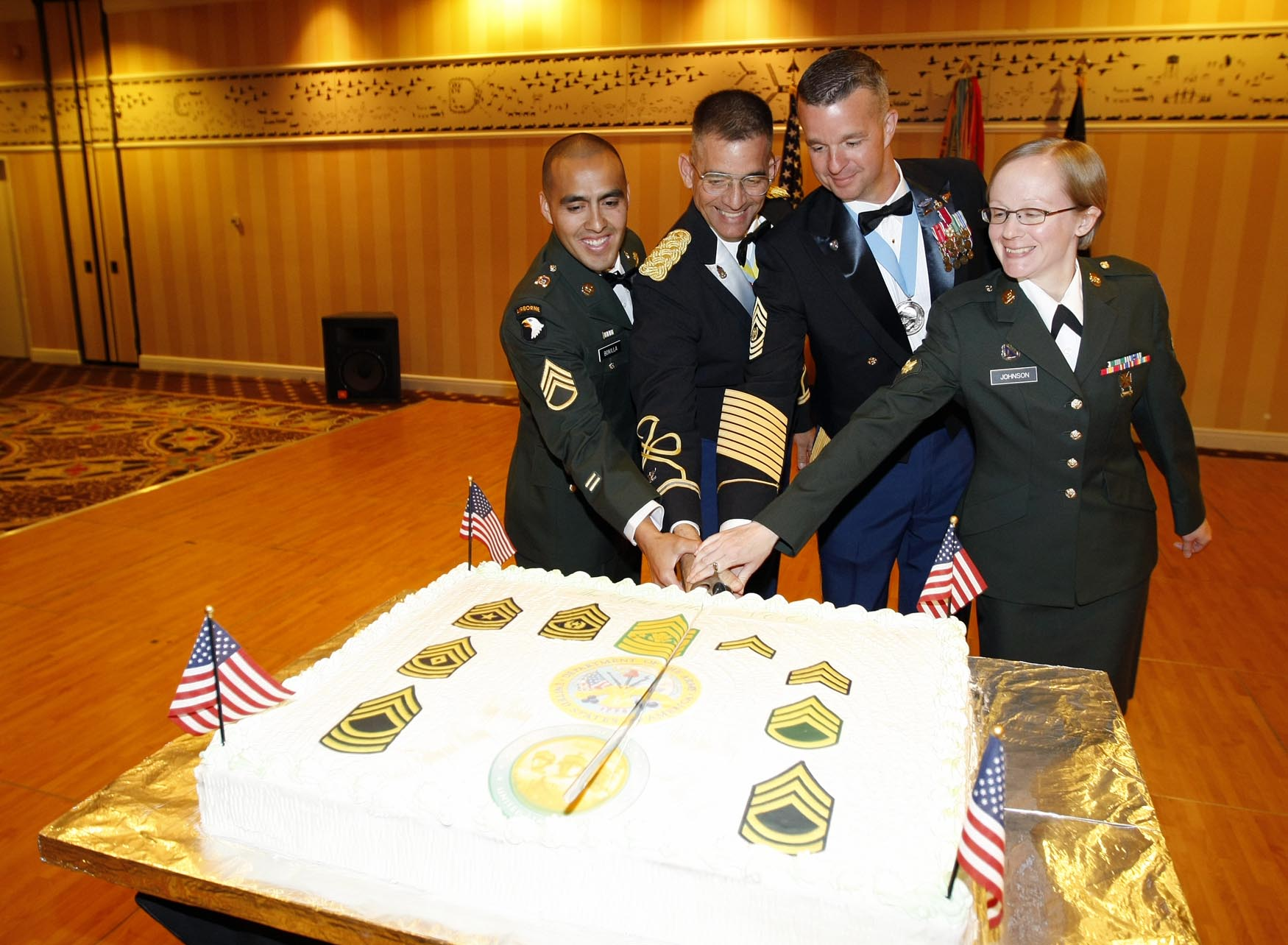
左起第二人：美國陸軍軍校下士，身穿晚禮服，配戴金色扭紋肩章
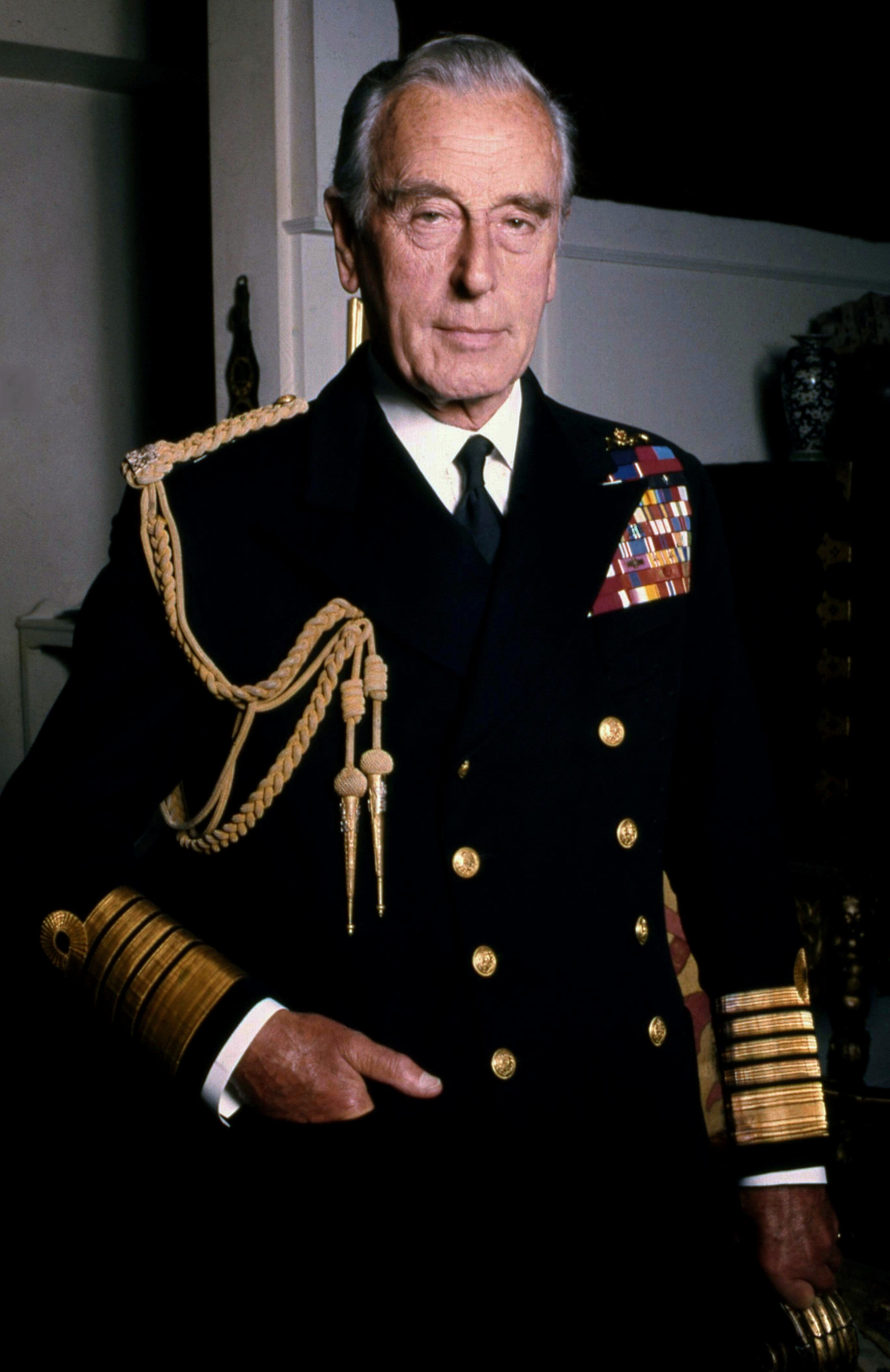
英屬印度總督、海軍元帥蒙巴顿伯爵戎裝
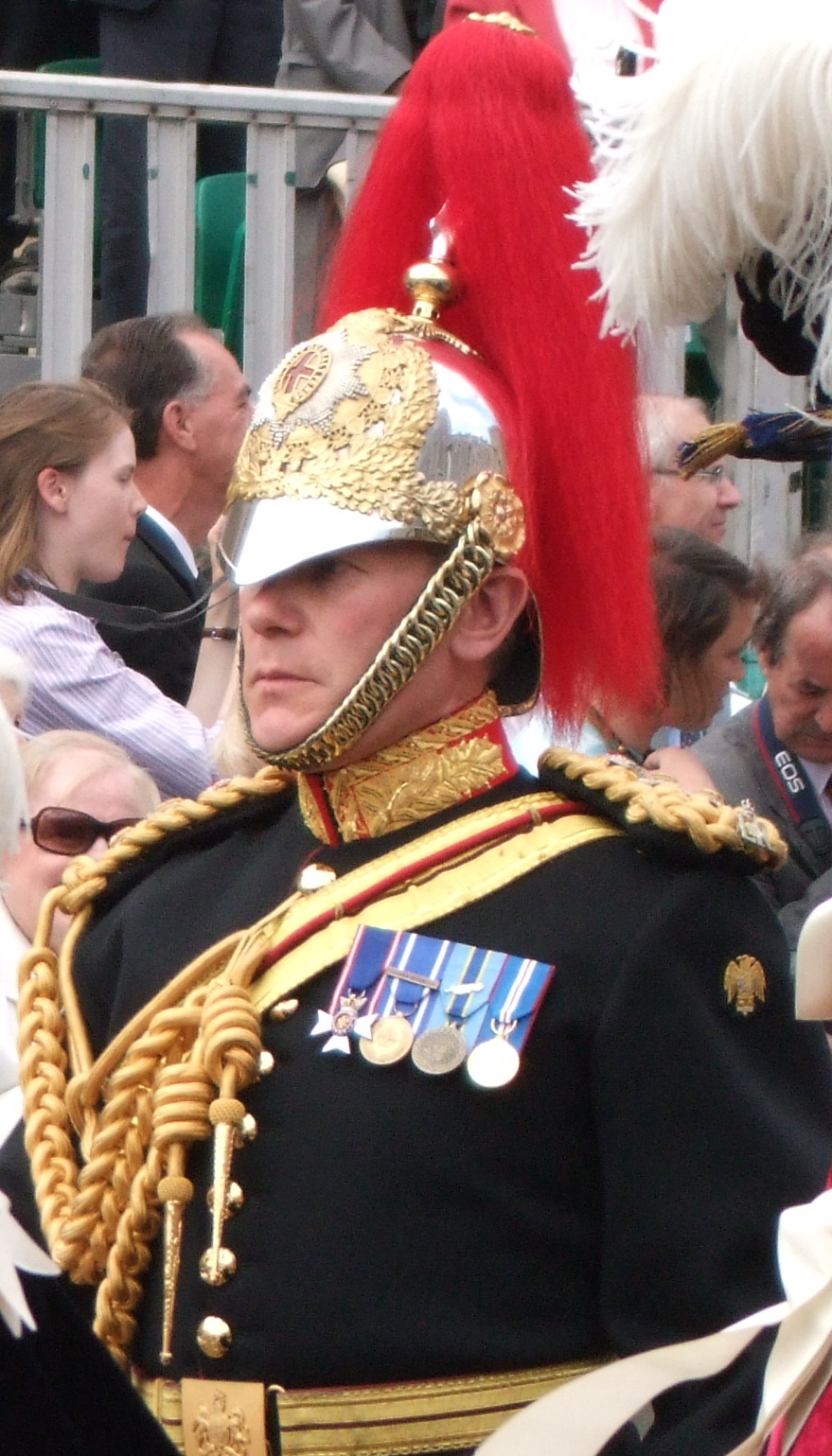
英國騎兵衛隊
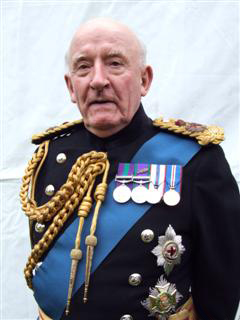
英國陸軍元帥大禮服
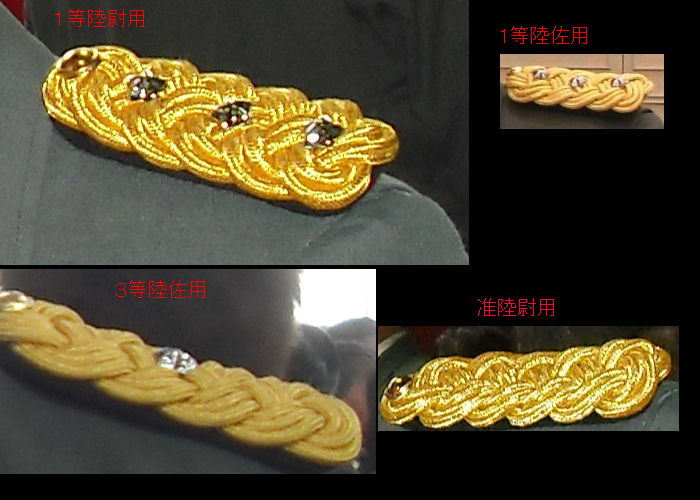
日本陸上自衛隊大禮服使用的金黃色扭紋肩章